# Guerra de Invierno
La guerra de Invierno (en finés: talvisota; en ruso: Зимняя война; en sueco: vinterkriget) estalló cuando la Unión Soviética atacó Finlandia el 30 de noviembre de 1939, tres meses después del inicio de la Segunda Guerra Mundial (1 de septiembre del mismo año). Como consecuencia, la Unión Soviética fue expulsada de la Sociedad de Naciones el 14 de diciembre de dicho año, acusada de perpetrar una guerra de agresión.
El conflicto comenzó después de que los soviéticos buscaran obtener territorio finlandés, exigiendo entre otras concesiones que Finlandia cediera territorios fronterizos sustanciales a cambio de tierras en otros lugares, alegando razones de seguridad, principalmente la protección de Leningrado, a 32 km de la frontera finlandesa. Finlandia se negó, por lo que la Unión Soviética invadió el país. Muchas fuentes concluyen que los soviéticos tenían la intención de conquistar toda Finlandia y utilizar el establecimiento de la República Democrática de Finlandia y los protocolos secretos del Pacto Ribbentrop-Mólotov como evidencia de esto, mientras que otras fuentes argumentan en contra de la idea de la conquista soviética completa. Finlandia repelió los ataques soviéticos durante más de dos meses e infligió pérdidas sustanciales a los invasores, mientras que las temperaturas se desplomaron hasta los -43 °C. Después de que el ejército soviético se reorganizase y adoptara diferentes tácticas, renovaron su ofensiva en febrero y vencieron las defensas finlandesas.
Las hostilidades cesaron en marzo de 1940 con la firma del Tratado de Paz de Moscú. Finlandia cedió el 11 % de su territorio que representa el 30 % de su economía a la Unión Soviética. Las pérdidas soviéticas fueron grandes y la reputación internacional del país se vio mermada. Las ganancias soviéticas excedieron sus demandas de antes de la guerra y recibió un territorio sustancial a lo largo del lago Ládoga y en el norte de Finlandia. Por su parte, Finlandia conservó su soberanía y mejoró su reputación internacional. El pobre desempeño del Ejército Rojo alentó a Adolf Hitler a pensar que un ataque contra la Unión Soviética sería exitoso y confirmó las opiniones negativas de Occidente sobre el ejército soviético. Después de quince meses de paz provisional, en junio de 1941, la Alemania nazi puso en marcha la Operación Barbarroja con el apoyo de Finlandia lo que llevó al inicio de la Guerra de Continuación entre Finlandia y la Unión Soviética.

## Antecedentes

### Relaciones y políticas soviético-finlandesas

Estado geopolítico en el Norte de Europa en noviembre de 1939.
Países neutrales
Alemania
Zonas ocupadas por Alemania
Unión Soviética
Zonas ocupadas por la URSS
Países neutrales con bases militares soviéticas

Hasta principios del siglo XIX, Finlandia constituía la parte oriental del Reino de Suecia. En 1809, para proteger su capital, San Petersburgo, el Imperio ruso conquistó Finlandia y la convirtió en un estado colchón autónomo. El Gran Ducado de Finlandia resultante disfrutó de una amplia autonomía dentro del Imperio hasta finales del siglo XIX, cuando Rusia comenzó a intentar asimilar a Finlandia como parte de una política general para fortalecer el gobierno central y unificar el Imperio mediante la rusificación. Estos intentos fueron abortados debido a la lucha interna de Rusia, pero arruinaron las relaciones de Rusia con los finlandeses y aumentaron el apoyo a los movimientos finlandeses de autodeterminación.
La Primera Guerra Mundial condujo al colapso del Imperio ruso durante la Revolución rusa de 1917 y la guerra civil rusa de 1917-1920, lo que le dio a Finlandia una oportunidad; el 6 de diciembre de 1917, el Senado de Finlandia declaró la independencia de la nación. El nuevo gobierno ruso bolchevique era frágil y la guerra civil había estallado en Rusia en noviembre de 1917; los bolcheviques determinaron que no podían aferrarse a partes periféricas del viejo imperio. Así, la Rusia soviética (más tarde la URSS) reconoció al nuevo Gobierno finlandés solo tres semanas después de la declaración. Finlandia alcanzó la soberanía plena en mayo de 1918 después de una guerra civil de cuatro meses, con los blancos conservadores derrotando a los rojos socialistas y la expulsión de las tropas bolcheviques.
Finlandia se unió a la Liga de las Naciones en 1920, de la que buscó garantías de seguridad, pero el objetivo principal de Finlandia era la cooperación con los países escandinavos. Los ejércitos finlandés y sueco participaron en una amplia cooperación, pero se centraron en el intercambio de información y en la planificación de la defensa de las Islas Åland en lugar de en ejercicios militares o en el almacenamiento y despliegue de material. Sin embargo, el Gobierno de Suecia evitó cuidadosamente comprometerse con la política exterior finlandesa. La política militar de Finlandia incluía la cooperación clandestina de defensa con Estonia.
El período desde el final de la guerra civil hasta principios de la década de 1930 fue un momento políticamente inestable en Finlandia debido a la continua rivalidad entre los partidos conservadores y socialistas. El Partido Comunista de Finlandia fue declarado ilegal en 1931, y el nacionalista Movimiento Lapua organizó la violencia anticomunista, que culminó en un fallido intento de golpe de Estado en 1932. El sucesor del Movimiento Lapua, el Movimiento Patriótico del Pueblo, solo tuvo una presencia menor en la política nacional con un máximo de 14 escaños de 200 en el parlamento finlandés. A finales de la década de 1930, la economía finlandesa orientada a la exportación estaba creciendo y los movimientos políticos extremistas de la nación habían disminuido.
Después de la participación soviética en la guerra civil finlandesa en 1918, no se firmó ningún tratado de paz formal. En 1918 y 1919, los voluntarios finlandeses llevaron a cabo dos incursiones militares infructuosas a través de la frontera soviética, las expediciones Viena y Aunus, para anexar áreas de Carelia según la ideología de la Gran Finlandia de combinar a todos los pueblos finlandeses en un solo estado. En 1920, los comunistas finlandeses con sede en la Unión Soviética intentaron asesinar al excomandante en jefe de la Guardia Blanca finlandesa, el mariscal Carl Gustaf Emil Mannerheim. El 14 de octubre de 1920, Finlandia y la Rusia soviética firmaron el Tratado de Tartu, confirmando la antigua frontera entre el Gran Ducado autónomo de Finlandia y la Rusia imperial propiamente dicha como la nueva frontera entre Finlandia y la Unión Soviética. Finlandia también recibió Petsamo, con su puerto sin hielo en el Océano Ártico. A pesar de la firma del tratado, las relaciones entre los dos países siguieron siendo tensas. El gobierno finlandés permitió a los voluntarios cruzar la frontera para apoyar el levantamiento de Carelia Oriental en Rusia en 1921, y los comunistas finlandeses en la Unión Soviética continuaron preparándose para una revancha y organizaron una incursión transfronteriza en Finlandia, llamada motín de cerdo, en 1922. En 1932, la Unión Soviética y Finlandia firmaron un pacto de no agresión, que se reafirmó por un período de diez años en 1934. Mientras el comercio exterior en Finlandia estaba en auge, menos del uno por ciento del comercio finlandés estaba con la Unión Soviética. En 1934, la Unión Soviética se unió a la Liga de las Naciones.

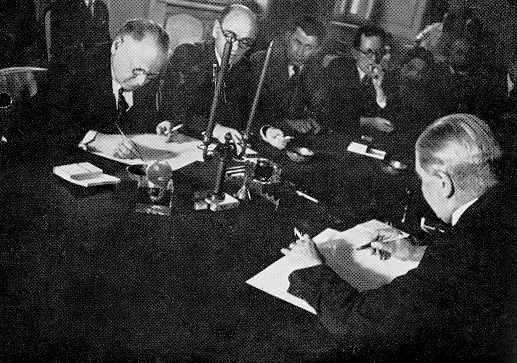
El pacto de no agresión firmado por Aarno Yrjö-Koskinen y Maksim Litvínov, Moscú, 1932.

Iósif Stalin consideró una decepción que la Unión Soviética no pudiera detener la revolución finlandesa. Pensaba que el movimiento pro Finlandia en Carelia representaba una amenaza directa para Leningrado y que el área y las defensas de Finlandia podrían usarse para invadir la Unión Soviética o restringir los movimientos de la flota. Durante el gobierno de Stalin, la propaganda soviética pintó el liderazgo de Finlandia como una «camarilla fascista viciosa y reaccionaria». El mariscal de campo Mannerheim y Väinö Tanner, el líder del Partido Socialdemócrata finlandés, fueron blanco de un desprecio particular. Cuando Stalin ganó el poder absoluto a través de la Gran Purga de 1938, la Unión Soviética cambió su política exterior hacia Finlandia y comenzó a perseguir la reconquista de las provincias del Imperio ruso perdidas durante el caos de la Revolución de Octubre y la guerra civil rusa casi dos décadas antes. El liderazgo soviético creía que el antiguo imperio poseía la cantidad ideal de seguridad territorial y quería que la nueva ciudad bautizada de Leningrado, a solo 32 km de la frontera finlandesa, disfrutara de un nivel similar de seguridad contra el creciente poder de la Alemania nazi. En esencia, la frontera entre el Gran Ducado de Finlandia y la propia Rusia nunca se suponía internacional.

### Negociaciones

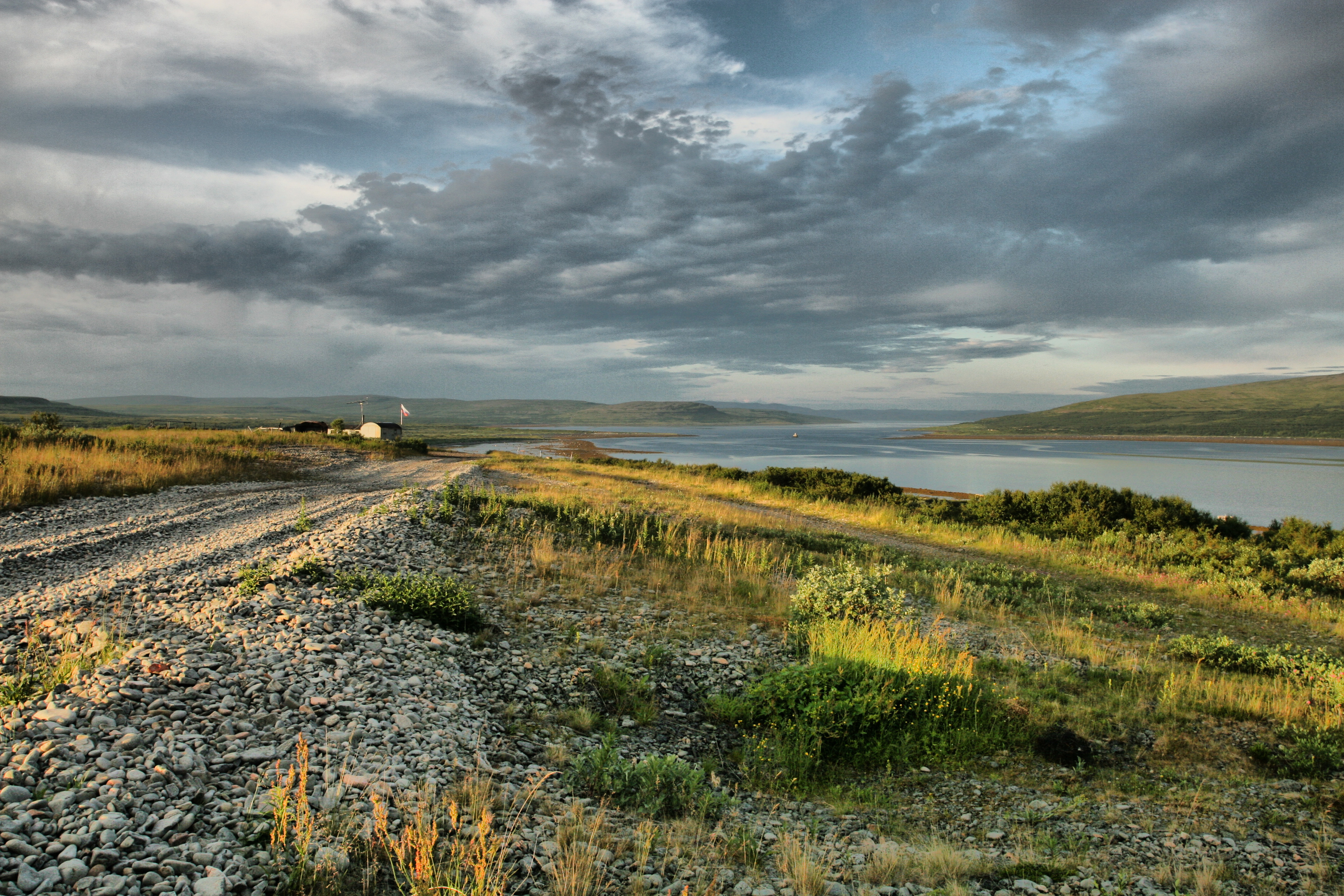
Península de Ribachi en 2008. La Unión Soviética exigió que la península, el punto más septentrional de Finlandia en ese momento, se cediera junto con otras áreas para proteger los activos soviéticos.

En abril de 1938, el agente del NKVD, Borís Yártsev, contactó con el ministro de Asuntos Exteriores finlandés Rudolf Holsti y el primer ministro Aimo Cajander, declarando que la Unión Soviética no confiaba en Alemania y que la guerra se consideraba posible entre los dos países. El Ejército Rojo no esperaría pasivamente detrás de la frontera, sino que «avanzaría para encontrarse con el enemigo». Los representantes finlandeses aseguraron a Yártsev que Finlandia estaba comprometida con una política de neutralidad y que el país resistiría cualquier incursión armada. Yártsev sugirió que Finlandia cediera o arrendara algunas islas en el Golfo de Finlandia a lo largo de los accesos marítimos a Leningrado; Finlandia se negó.
Las negociaciones continuaron a lo largo de 1938 sin resultados. La acogida finlandesa de las súplicas soviéticas fue decididamente fría, ya que la violenta colectivización y las purgas en la Unión Soviética de Stalin resultaron en una mala opinión del país. La mayor parte de la élite comunista finlandesa en la Unión Soviética había sido ejecutada durante la Gran Purga, empañando aún más la imagen de la URSS en Finlandia. Al mismo tiempo, Finlandia intentaba negociar un plan de cooperación militar con Suecia y esperaba defender conjuntamente las Islas Åland.
La Unión Soviética y la Alemania nazi firmaron el Pacto Ribbentrop-Mólotov en agosto de 1939. El pacto era nominalmente un tratado de no agresión, pero incluía un protocolo secreto en el que los países de Europa Oriental se dividían en esferas de interés. Finlandia cayó en la esfera soviética. El 1 de septiembre de 1939, Alemania comenzó su invasión de Polonia y dos días después Gran Bretaña y Francia declararon la guerra a Alemania. El 17 de septiembre, la Unión Soviética invadió el este de Polonia. Los estados bálticos pronto se vieron obligados a aceptar tratados que permitían a la URSS establecer bases militares y estacionar tropas en su territorio. El Gobierno de Estonia aceptó el ultimátum, firmando el acuerdo en septiembre. Letonia y Lituania siguieron en octubre. A diferencia de los estados bálticos, Finlandia comenzó una movilización gradual bajo la apariencia de «entrenamiento de actualización adicional». Los soviéticos ya habían comenzado una intensa movilización cerca de la frontera finlandesa en 1938-1939. Las tropas de asalto que se creyeron necesarias para la invasión no comenzaron a desplegarse hasta octubre de 1939. Los planes operativos realizados en septiembre exigían que la invasión comenzara en noviembre.

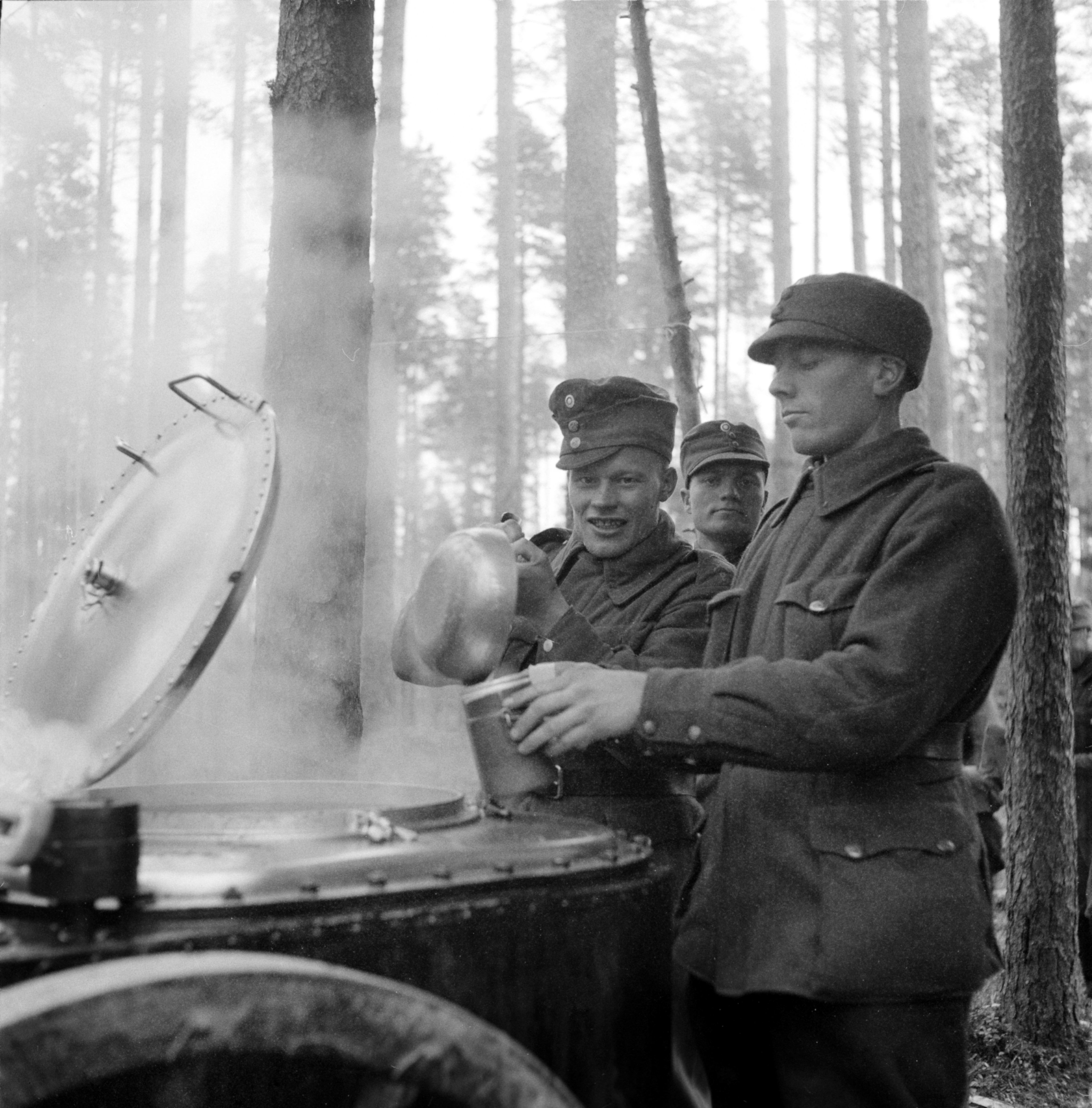
Soldados finlandeses recogiendo el desayuno de una cocina de campo durante un «entrenamiento de actualización adicional» en el istmo de Carelia el 10 de octubre de 1939.

El 5 de octubre de 1939, la Unión Soviética invitó a una delegación finlandesa a Moscú para negociaciones. J.K. Paasikivi, el enviado finlandés a Suecia, fue enviado a Moscú para representar al gobierno finlandés. La delegación soviética exigió que la frontera entre la URSS y Finlandia en el istmo de Carelia se moviera hacia el oeste a un punto a solo 30 km al este de Víborg (en finés: Viipuri) y que Finlandia destruyera todas las fortificaciones existentes en el istmo de Carelia. Asimismo, la delegación exigió la cesión de islas en el Golfo de Finlandia, así como en la península de Ribachi (en finés: Kalastajasaarento). Los finlandeses tendrían que arrendar la península de Hanko durante treinta años y permitir que los soviéticos establecieran una base militar allí. A cambio, la Unión Soviética cedería los municipios de Repola y Porajärvi del este de Carelia, un área dos veces el tamaño del territorio exigido a Finlandia.
La oferta soviética dividió al gobierno finlandés, pero finalmente fue rechazada con respecto a la opinión del público y el Parlamento. El 31 de octubre, el ministro de Asuntos Exteriores, Viacheslav Mólotov, anunció las demandas soviéticas en público en el Sóviet Supremo. Los finlandeses hicieron dos contraofertas mediante las cuales Finlandia cedería el área de Terijoki a la Unión Soviética, lo que duplicaría la distancia entre Leningrado y la frontera finlandesa, mucho menos de lo que los soviéticos habían exigido, así como las islas en el Golfo de Finlandia.

### Bombardeo de Mainila e intenciones soviéticas
El 26 de noviembre de 1939, se informó un incidente cerca de la aldea soviética de Mainila, cerca de la frontera con Finlandia. Un puesto de guardia fronterizo soviético había sido bombardeado por una parte desconocida que resultó, según informes soviéticos, en la muerte de cuatro y heridas de nueve guardias fronterizos. La investigación realizada por varios historiadores finlandeses y rusos más tarde concluyó que el bombardeo fue una operación de bandera falsa llevada a cabo desde el lado soviético de la frontera por una unidad del NKVD con el propósito de proporcionar a la Unión Soviética un casus belli y un pretexto para retirarse del pacto no agresivo.

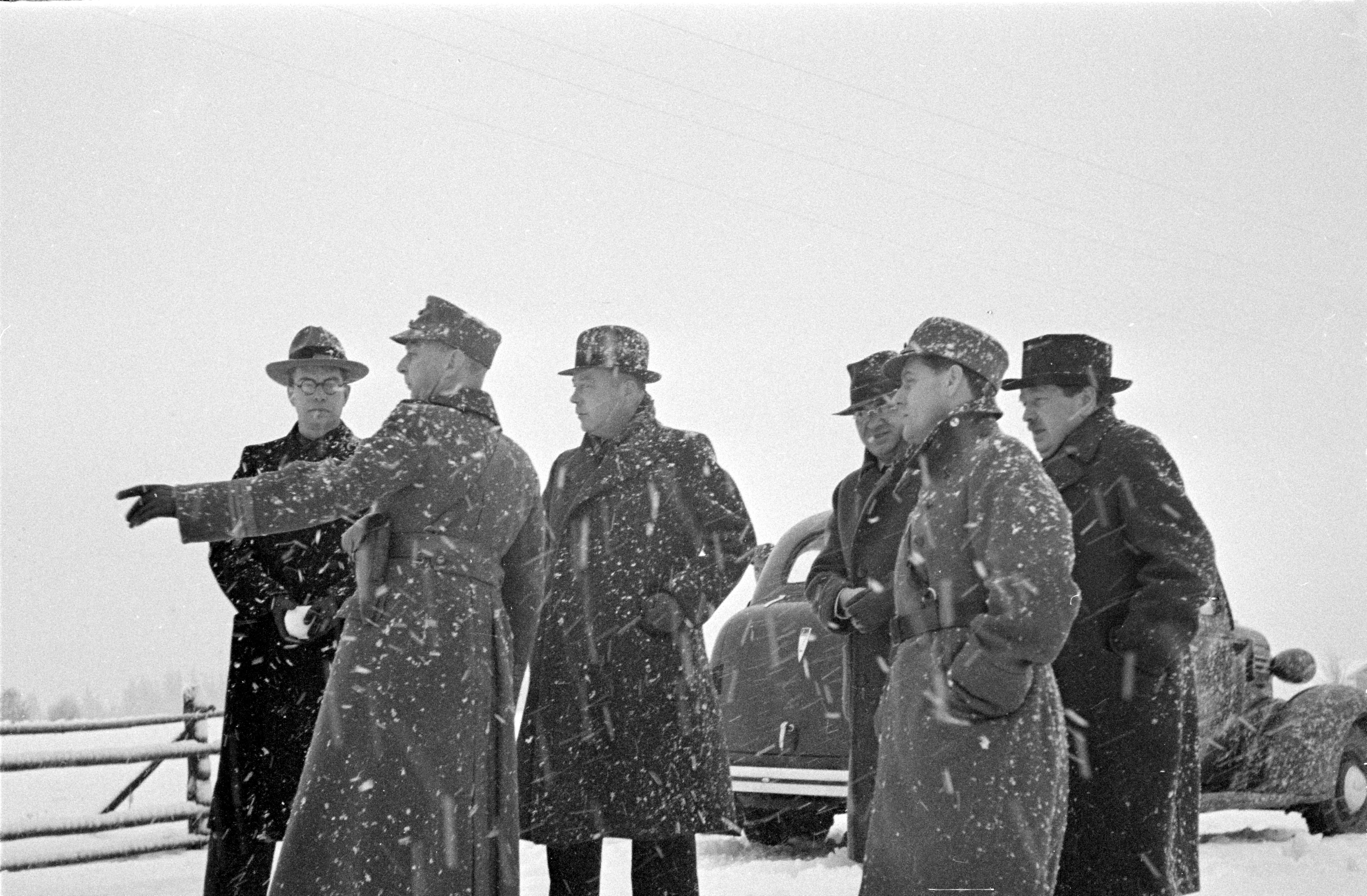
29 de noviembre de 1939, prensa extranjera en Mainila, donde un incidente fronterizo entre Finlandia y la Unión Soviética se intensificó en la Guerra de Invierno.

Mólotov afirmó que el incidente fue un ataque de artillería finlandesa y exigió que Finlandia se disculpara por el incidente y moviera sus fuerzas más allá de una línea a 20–25 km de la frontera. Finlandia negó la responsabilidad del ataque, rechazó las demandas y pidió una comisión conjunta finlandesa-soviética para examinar el incidente. A su vez, la Unión Soviética afirmó que la respuesta finlandesa fue hostil, renunció al pacto de no agresión y cortó las relaciones diplomáticas con Finlandia el 28 de noviembre. En los años siguientes, la historiografía soviética describió el incidente como una provocación finlandesa. La duda sobre la versión oficial soviética se lanzó solo a finales de la década de 1985, durante la política de glásnost. El problema continuó dividiendo la historiografía rusa incluso después del colapso de la Unión Soviética en 1991.
En 2013, el presidente ruso Vladímir Putin declaró en una reunión con historiadores militares que la URSS lanzó la Guerra de Invierno para «corregir errores» cometidos al determinar la frontera con Finlandia después de 1917. La opinión sobre la escala de la decisión inicial de invasión soviética está dividida: algunas fuentes concluyen que la Unión Soviética había tenido la intención de conquistar Finlandia en su totalidad, y citan el establecimiento del gobierno comunista finlandés títere y los protocolos secretos del Pacto Mólotov-Ribbentrop como prueba de sus conclusiones. El historiador húngaro István Ravasz escribió que el Comité Central había establecido en 1939 que las antiguas fronteras del Imperio zarista debían ser restauradas, incluida Finlandia. El politólogo estadounidense Dan Reiter declaró que la URSS «trató de imponer un cambio de régimen» y, por lo tanto, «logró la victoria absoluta». Cita a Mólotov, quien comentó en noviembre de 1939 sobre el plan de cambio de régimen a un embajador soviético que el nuevo gobierno «no será soviético, sino uno de una república democrática. Nadie va a establecer soviéticos allí, pero esperamos que sea un gobierno con el que podamos llegar a un acuerdo para garantizar la seguridad de Leningrado».
Otros discuten contra la idea de una conquista soviética completa. El historiador estadounidense William R. Trotter afirmó que el objetivo de Stalin era asegurar el flanco de Leningrado de una posible invasión alemana a través de Finlandia. Afirmó que «el argumento más fuerte» contra una intención soviética de conquista completa es que no sucedió ni en 1939 ni durante la Guerra de Continuación en 1944, a pesar de que Stalin «podría haberlo hecho con relativa facilidad». Bradley Lightbody escribió que «todo el objetivo soviético había sido hacer que la frontera soviética fuera más segura». En 2002, el historiador ruso A. Chubaryan declaró que no se habían encontrado documentos en los archivos rusos que respalden un plan soviético para anexar Finlandia. Más bien, el objetivo era ganar territorio finlandés y reforzar la influencia soviética en la región.

## Fuerzas en combate

### Plan militar soviético
Antes de la guerra, el liderazgo soviético esperaba la victoria total en unas pocas semanas. El Ejército Rojo acababa de completar la invasión del este de Polonia a un costo de menos de 4000 bajas después de que Alemania atacó a Polonia desde el oeste. Las expectativas de Stalin de un rápido triunfo soviético fueron respaldadas por el político Andréi Zhdánov y el estratega militar Kliment Voroshílov, pero otros generales fueron más reservados. El jefe de Estado Mayor del Ejército Rojo, Borís Sháposhnikov, abogó por una acumulación más completa, un amplio apoyo de fuego y preparativos logísticos, y un orden racional de batalla, y el despliegue de las mejores unidades del ejército. El comandante militar de Zhdánov, Kirill Meretskov, informó que «el terreno de las próximas operaciones está dividido por lagos, ríos, pantanos y está cubierto casi por completo por bosques [...] El uso adecuado de nuestras fuerzas será difícil». Estas dudas no se reflejaron en sus despliegues de tropas. Meretskov anunció públicamente que la campaña finlandesa llevaría dos semanas como máximo. Los soldados soviéticos incluso habían sido advertidos de no cruzar la frontera hacia Suecia por error.
Las purgas de Stalin en la década de 1930 habían devastado el cuerpo de oficiales del Ejército Rojo; los purgados incluyeron a tres de sus cinco mariscales, 220 de sus 264 comandantes de división o de nivel superior y 36 761 oficiales de todos los rangos. Quedaba menos de la mitad de todos los oficiales. Fueron reemplazados comúnmente por soldados que eran menos competentes pero más leales a sus superiores. Los comandantes de las unidades eran supervisados por comisarios políticos, cuya aprobación era necesaria para ratificar las decisiones militares y quienes evaluaban esas decisiones en función de sus méritos políticos. El sistema dual complicó aún más la cadena de mando soviética y anuló la independencia de los oficiales al mando.
Después del éxito soviético en la Batalla de Jaljin Gol contra Japón en la frontera oriental de la Unión Soviética, el alto mando soviético se había dividido en dos facciones. Un lado estaba representado por los veteranos de la guerra civil española, el general Pável Rychagov de la Fuerza Aérea Soviética, el experto en carros de combate Dmitri Pávlov y el general favorito de Stalin, el mariscal Grigori Kulik, jefe de artillería. El otro fue dirigido por los veteranos de Jaljin Gol, el general Gueorgui Zhúkov del Ejército Rojo y el general Grigori Krávchenko de la Fuerza Aérea Soviética. Bajo esta estructura de mando dividida, las lecciones de la «primera guerra real a gran escala de la Unión Soviética usando tanques, artillería y aviones» en Jaljin Gol no fueron escuchadas. Como resultado, los tanques BT rusos tuvieron menos éxito durante la Guerra de Invierno, y la Unión Soviética tardó tres meses y más de un millón de hombres en lograr lo que Zhúkov hizo en Jaljin Gol en diez días.

### Orden de batalla soviético

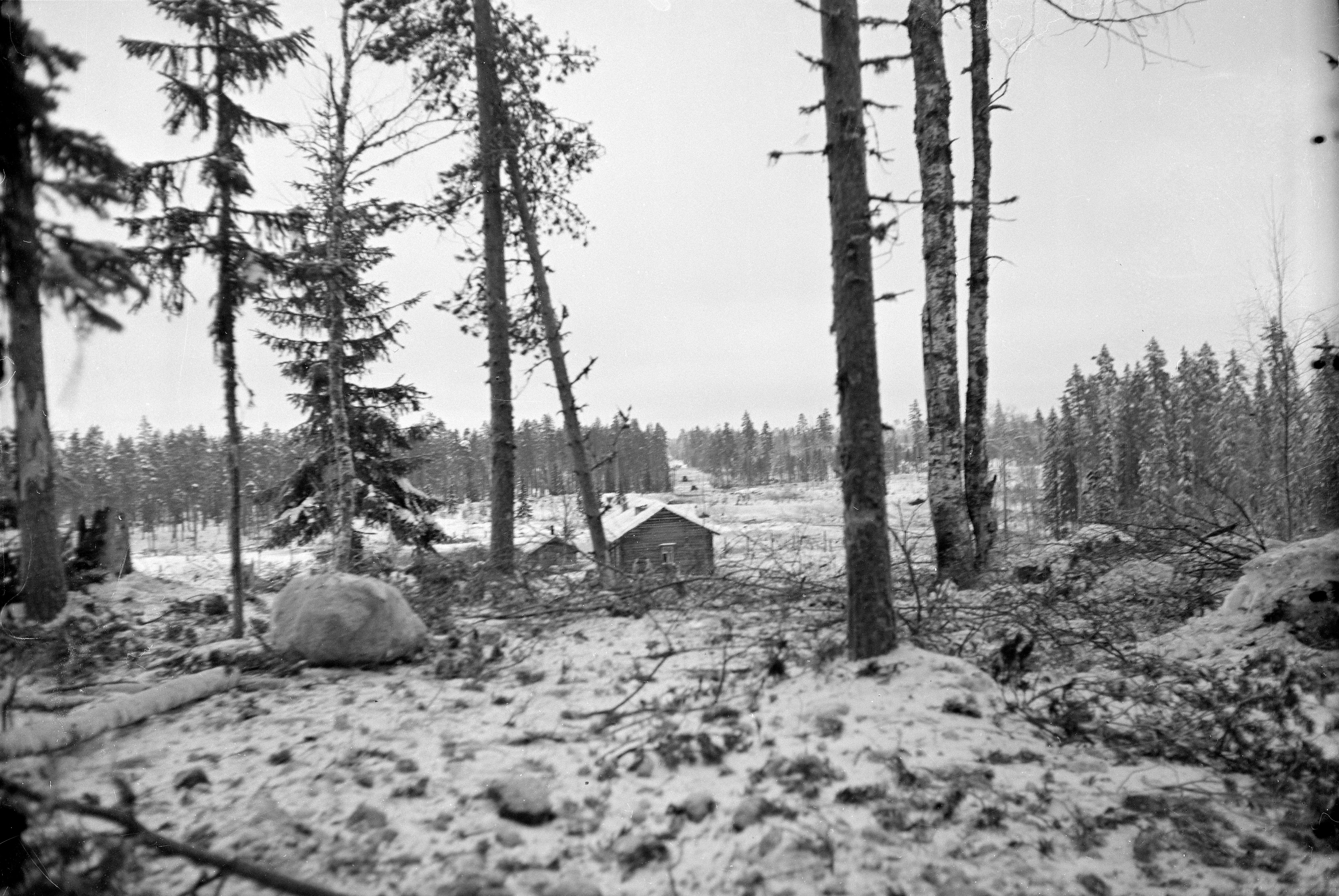
Bosques densos típicos de la zona de Cárelia Ládoga en Kollaa. Un tanque soviético en la carretera al fondo según el fotógrafo.

Los generales soviéticos quedaron impresionados por el éxito de las tácticas alemanas de la Blitzkrieg. Esta se había adaptado a las condiciones de Europa Central con una red de carreteras pavimentadas, densa y bien mapeada. Los ejércitos que luchaban en Europa Central habían reconocido centros de suministro y comunicaciones, que podrían ser fácilmente atacados por regimientos de vehículos blindados. Los centros del ejército finlandés, por el contrario, estaban en el interior del país. No había caminos pavimentados, e incluso los caminos de grava o tierra eran escasos; la mayor parte del terreno consistía en bosques sin huellas y pantanos. El corresponsal de guerra John Langdon-Davies observó el paisaje de la siguiente manera: «Cada acre de su superficie fue creada para ser la desesperación de una fuerza militar atacante». Enfrentarse a la Blitzkrieg en Finlandia fue una propuesta muy difícil y, según Trotter, el Ejército Rojo no logró alcanzar el nivel de coordinación táctica y la iniciativa local requerida para ejecutar las tácticas de Blitzkrieg en el teatro finlandés.
Las fuerzas soviéticas se organizaron de la siguiente manera:
- El 7.º Ejército, compuesto por nueve divisiones, un cuerpo de tanques y tres brigadas de tanques, estaba ubicado en el Istmo de Carelia. Su objetivo era la ciudad de Víborg. La fuerza se dividió más tarde en los ejércitos 7.º y 13.º.[66]
- El 8.º Ejército, compuesto por seis divisiones y una brigada de tanques, estaba ubicado al norte del lago de Ládoga. Su misión era ejecutar una maniobra de flanco alrededor de la costa norte del lago Ládoga para atacar en la parte trasera de la línea Mannerheim.[66]
- El 9.º ejército se posicionó para atacar Finlandia Central a través de la región de Kainuu. Estaba compuesto por tres divisiones con una más en camino. Su misión era empujar hacia el oeste para cortar Finlandia por la mitad.[66]
- El 14.º Ejército, que comprendía tres divisiones, estaba basado en Múrmansk. Su objetivo era capturar el puerto ártico de Petsamo y luego avanzar hacia la ciudad de Rovaniemi.[66]

### Orden de batalla finlandés

Las ofensivas de los cuatro ejércitos soviéticos del 30 de noviembre al 22 de diciembre de 1939 se muestran en rojo.

La estrategia finlandesa fue dictada por la geografía. La frontera de 1340 km de largo con la Unión Soviética era casi intransitable, excepto a lo largo de un puñado de caminos sin pavimentar. En los cálculos anteriores a la guerra, el Mando de Defensa finlandés, que había establecido su cuartel general en tiempos de guerra en Mikkeli, estimó siete divisiones soviéticas en el istmo de Carelia y no más de cinco a lo largo de toda la frontera al norte del lago Ládoga. En la estimación, la proporción de mano de obra habría favorecido al atacante por tres a uno. La verdadera proporción fue mucho mayor; por ejemplo, se desplegaron 12 divisiones soviéticas al norte del lago Ládoga.
Un problema aún mayor que la falta de soldados era la falta de material; los envíos extranjeros de armas y aviones contracarro llegaban en pequeñas cantidades. La situación de las municiones era alarmante, ya que las reservas tenían cartuchos, proyectiles y combustible solo para durar entre 19 y 60 días. La escasez de municiones significaba que los finlandeses rara vez podían permitirse contrabatería o fuego de saturación. Las fuerzas de tanques finlandesas eran operacionalmente inexistentes. La situación de las municiones se alivió un poco, ya que los finlandeses estaban armados en gran medida con fusiles rusos Mosin-Nagant que datan de la guerra civil finlandesa, que usaba el mismo cartucho de 7.62×54mmR utilizado por las fuerzas soviéticas. Algunos soldados finlandeses mantuvieron su suministro de municiones saqueando los cuerpos de los soldados soviéticos muertos.
Las fuerzas finlandesas se posicionaron de la siguiente manera:
- El Ejército del Istmo estaba compuesto por seis divisiones bajo el mando de Hugo Österman. El II Cuerpo de Ejército se posicionó en su flanco derecho y el III Cuerpo de Ejército, en su flanco izquierdo.
- El IV Cuerpo del Ejército estaba ubicado al norte del lago Ládoga. Estaba compuesto por dos divisiones bajo Juho Heiskanen, quien pronto fue reemplazado por Woldemar Hägglund.
- El grupo del norte de Finlandia era una colección de guardias blancos, guardias fronterizos y unidades de reclutamiento reclutadas bajo Wiljo Tuompo.

## Invasión soviética

### Inicio de la invasión y operaciones políticas

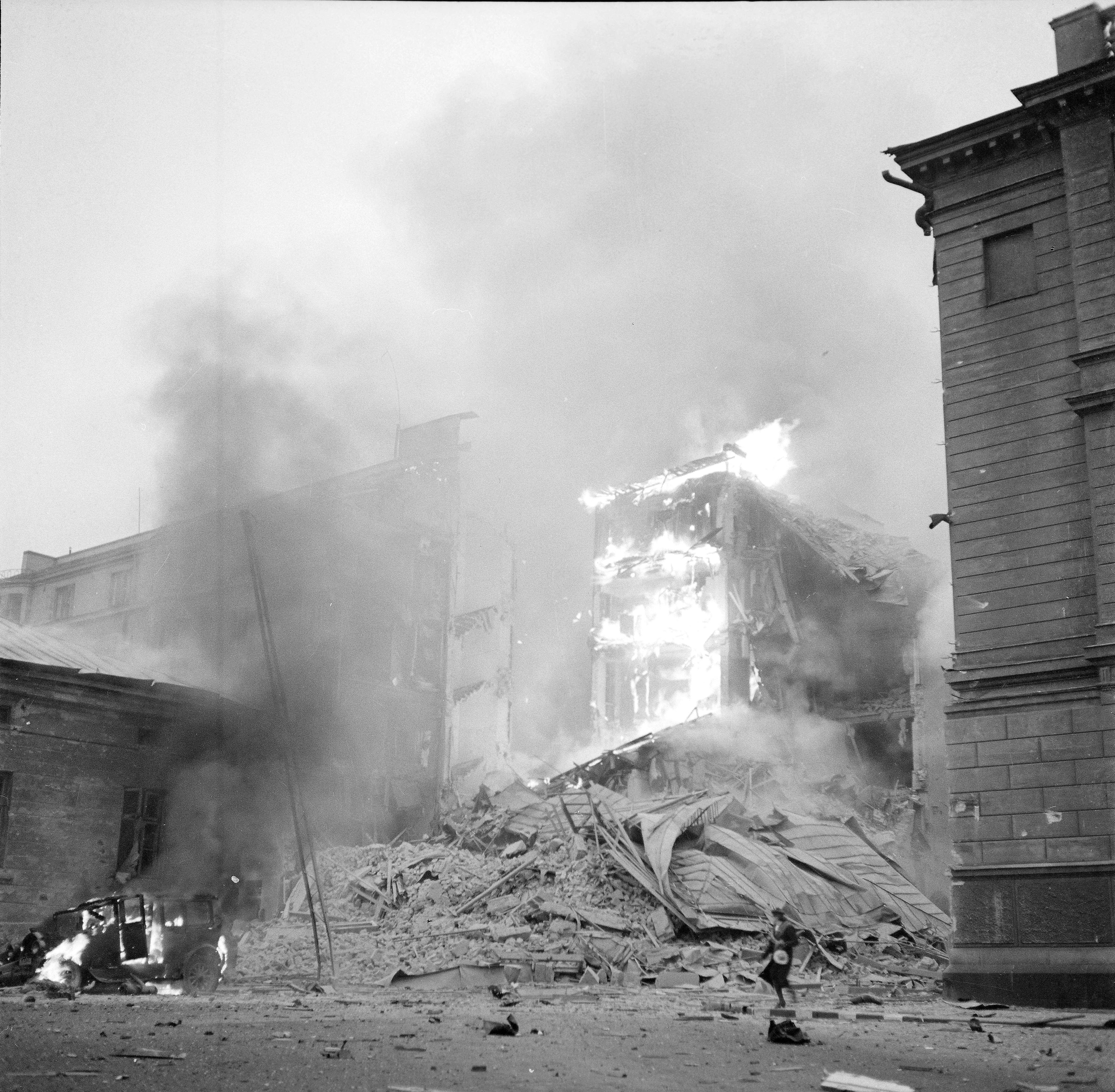
Incendio en la esquina de las calles Lönnrotinkatu y Abrahaminkatu en Helsinki después del bombardeo aéreo soviético sobre la capital finlandesa el 30 de noviembre de 1939.

El 30 de noviembre de 1939, las fuerzas soviéticas invadieron Finlandia con 21 divisiones, con un total de 450 000 hombres y bombardearon Helsinki, infligiendo daños y bajas sustanciales. En respuesta a las críticas internacionales, el ministro de Asuntos Exteriores soviético, Viacheslav Mólotov, declaró que la Fuerza Aérea Soviética no estaba bombardeando ciudades finlandesas, sino que estaba enviando ayuda humanitaria a la hambrienta población finlandesa, que los finlandeses llamaron sarcásticamente la «cesta de pan de Mólotov». El estadista finlandés J. K. Paasikivi comentó que el ataque soviético sin una declaración de guerra violó tres pactos separados de no agresión: el Tratado de Tartu firmado en 1920, el pacto de no agresión entre Finlandia y la Unión Soviética firmado en 1932 y nuevamente en 1934, y también el Pacto de la Liga de las Naciones, que la Unión Soviética firmó en 1934. El mariscal de campo C.G.E. Mannerheim fue nombrado comandante en jefe de las fuerzas de defensa finlandesas después del ataque soviético. En una nueva reorganización, el gabinete provisional de Aimo Cajander fue reemplazado por Risto Ryti y su gabinete, con Väinö Tanner como ministro de Asuntos Exteriores, debido a la oposición a la política de Cajander antes de la guerra. Finlandia presentó el asunto de la invasión soviética ante la Liga de las Naciones. La Liga expulsó a la Unión Soviética el 14 de diciembre de 1939 y exhortó a sus miembros a ayudar a Finlandia.
El 1 de diciembre de 1939, la Unión Soviética formó un gobierno títere, llamado la República Democrática Finlandesa y encabezado por Otto Wille Kuusinen, en las partes de la Carelia finlandesa ocupada por los soviéticos. El gobierno de Kuusinen también se conoció como el «Gobierno de Terijoki», por la aldea de Terijoki, el primer asentamiento capturado por el avance del Ejército Rojo. Después de la guerra, el gobierno títere se disolvió. Desde el comienzo de la guerra, los finlandeses de clase trabajadora respaldaron al gobierno legítimo en Helsinki. La unidad nacional finlandesa contra la invasión soviética más tarde se llamó el espíritu de la Guerra de Invierno.

### Primeras batallas y avance soviético a la línea Mannerheim

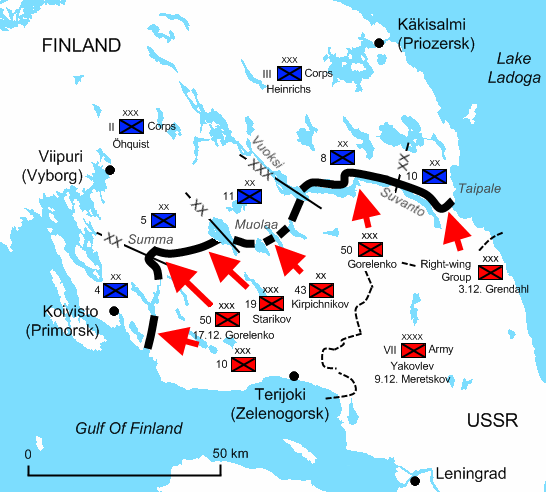
La situación del conflicto el 7 de diciembre: los soviéticos han llegado a la línea Mannerheim en el istmo de Carelia.
División finlandesa (XX) o cuerpos (XXX)
División soviética (XX), cuerpos (XXX) o ejército (XXXX)

La línea Mannerheim, una serie de estructuras de defensa finlandesas, se encontraba en el istmo de Carelia, aproximadamente a 30 a 75 km de la frontera soviética. Los soldados del Ejército Rojo en el istmo sumaron 250 000, enfrentando a 130 000 finlandeses. El mando finlandés desplegó una defensa en profundidad de unos 21 000 hombres en el área frente a la línea Mannerheim para retrasar y dañar al Ejército Rojo antes de que llegara a la línea. En combate, la causa más grave de confusión entre los soldados finlandeses fueron los tanques soviéticos. Los finlandeses tenían pocas armas contracarro y entrenamiento insuficiente en las tácticas contracarro modernas. Según Trotter, la táctica blindada soviética favorecida era una simple carga frontal, cuyas debilidades podían explotarse. Los finlandeses aprendieron que a corta distancia, los tanques podían ser tratados de muchas maneras; por ejemplo, los troncos y las palancas atascadas en las ruedas del bogie a menudo inmovilizarían un tanque. Pronto, los finlandeses presentaron una mejor arma ad hoc, el cóctel Molotov, una botella de vidrio llena de líquidos inflamables y con un simple fusible encendido a mano. Los cócteles Molotov fueron finalmente producidos en masa por la corporación finlandesa de bebidas alcohólicas Alko y agrupados con fósforos para encenderlos. Ochenta carros soviéticos fueron destruidos en los enfrentamientos de la zona fronteriza.
Para el 6 de diciembre, todas las fuerzas de cobertura finlandesas se habían retirado a la línea Mannerheim. El Ejército Rojo comenzó su primer gran ataque contra la Línea en Taipale, el área entre la orilla del lago Ládoga, el río Taipale y el canal Suvanto. A lo largo del sector de Suvanto, los finlandeses tenían una ligera ventaja de elevación y tierra seca para excavar. La artillería finlandesa había explorado el área e hizo planes de fuego con anticipación, anticipando un asalto soviético. La batalla de Taipale comenzó con una preparación de artillería soviética de cuarenta horas. Después del bombardeo, la infantería soviética atacó a campo abierto pero fue repelida con grandes bajas. Del 6 de diciembre al 12 de diciembre, el Ejército Rojo continuó tratando de participar usando solo una división. Luego, el Ejército Rojo fortaleció su artillería y desplegó tanques y la 150.ª División de Fusileros hacia adelante al frente de Taipale. El 14 de diciembre, las fuerzas soviéticas reforzadas lanzaron un nuevo ataque pero fueron rechazadas nuevamente. Una tercera división soviética entró en la lucha, pero se desempeñó mal y entró en pánico bajo fuego de proyectil. Los asaltos continuaron sin éxito, y el Ejército Rojo sufrió grandes pérdidas. Un ataque soviético típico durante la batalla duró solo una hora, pero dejó 1000 muertos y 27 tanques esparcidos sobre el hielo. Al norte del lago Ládoga en el frente de Ládoga Karelia, las unidades finlandesas defensoras confiaron en el terreno. Ládoga Karelia, un gran bosque salvaje, no tenía redes de carreteras para el Ejército Rojo moderno. El 8.º Ejército soviético había extendido una nueva línea de ferrocarril hasta la frontera, lo que podría duplicar la capacidad de suministro en el frente. El 12 de diciembre, la 139.ª División de fusileros soviética, apoyada por la 56.ª División de fusileros, fue derrotada por una fuerza finlandesa mucho más pequeña bajo el mando de Paavo Talvela en Tolvajärvi, la primera victoria finlandesa de la guerra.
En el centro y el norte de Finlandia, las carreteras eran pocas y el terreno hostil. Los finlandeses no esperaban ataques soviéticos a gran escala, pero los soviéticos enviaron ocho divisiones, fuertemente apoyadas por blindados y artillería. La 155.ª División de fusileros atacó en Lieksa, y más al norte, la 44.ª atacó en Kuhmo. La 163.ª División de Fusileros se desplegó en Suomussalmi y se le ordenó cortar Finlandia por la mitad avanzando en la carretera Raate. En la Laponia finlandesa, las 88.ª y 122.ª divisiones soviéticas de fusileros atacaron en Salla. El puerto ártico de Petsamo fue atacado por la 104.ª División de Fusileros de Montaña por mar y tierra, apoyado por fuego naval.

## Desarrollo de las operaciones (diciembre a enero)

### Condiciones climáticas

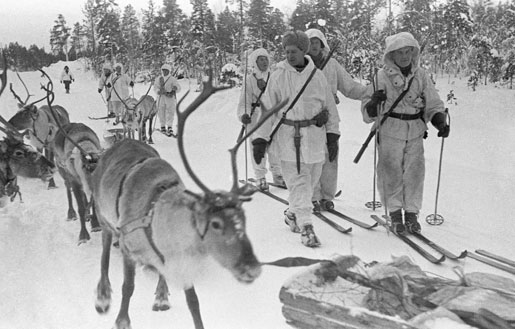
Soldados finlandeses ataviados con trajes de invierno de camuflaje blanco preparan sus renos.

El invierno de 1939-40 fue excepcionalmente frío con el istmo de Carelia experimentando una temperatura baja récord de -43 °C el 16 de enero de 1940. Al comienzo de la guerra, solo aquellos soldados finlandeses que estaban en servicio activo tenían uniformes y armas. El resto tenía que arreglárselas con su propia ropa, que para muchos soldados era su ropa de invierno normal con una apariencia de insignias añadidas. Los soldados finlandeses eran expertos en esquí de fondo. El frío, la nieve, el bosque y las largas horas de oscuridad eran factores que los finlandeses podían aprovechar. Los finlandeses se vistieron en capas, y los soldados de esquí llevaban una capa blanca ligera de nieve. Este camuflaje de nieve hizo a los soldados de esquí casi invisibles mientras los finlandeses ejecutaban ataques de guerrilla contra columnas soviéticas. Al comienzo de la guerra, los carros de combate soviéticos estaban pintados con un atuendo verde oliva y los hombres vestidos con uniformes caqui regulares. No fue sino hasta finales de enero de 1940 que los soviéticos pintaron sus equipos de blanco y equiparon con trajes de nieve a su infantería.
La mayoría de los soldados soviéticos tenían ropa de invierno adecuada, pero este no era el caso con todas las unidades. En la batalla de Suomussalmi, miles de soldados soviéticos murieron de congelación. Las tropas soviéticas también carecían de habilidad para esquiar, por lo que los soldados estaban restringidos al movimiento por carretera y se veían obligados a moverse en largas columnas. El Ejército Rojo carecía de carpas de invierno adecuadas, y las tropas tuvieron que dormir en refugios improvisados. Algunas unidades soviéticas sufrieron bajas por congelación de hasta el 10 %, incluso antes de cruzar la frontera finlandesa. El clima frío confiere una ventaja a los tanques soviéticos, ya que pueden moverse sobre terreno helado y cuerpos de agua, en lugar de ser inmovilizados en pantanos y lodo. Según Krivosheev, al menos 61 506 tropas soviéticas resultaron enfermas o congeladas durante la guerra.

### Tácticas de guerrilla finlandesas

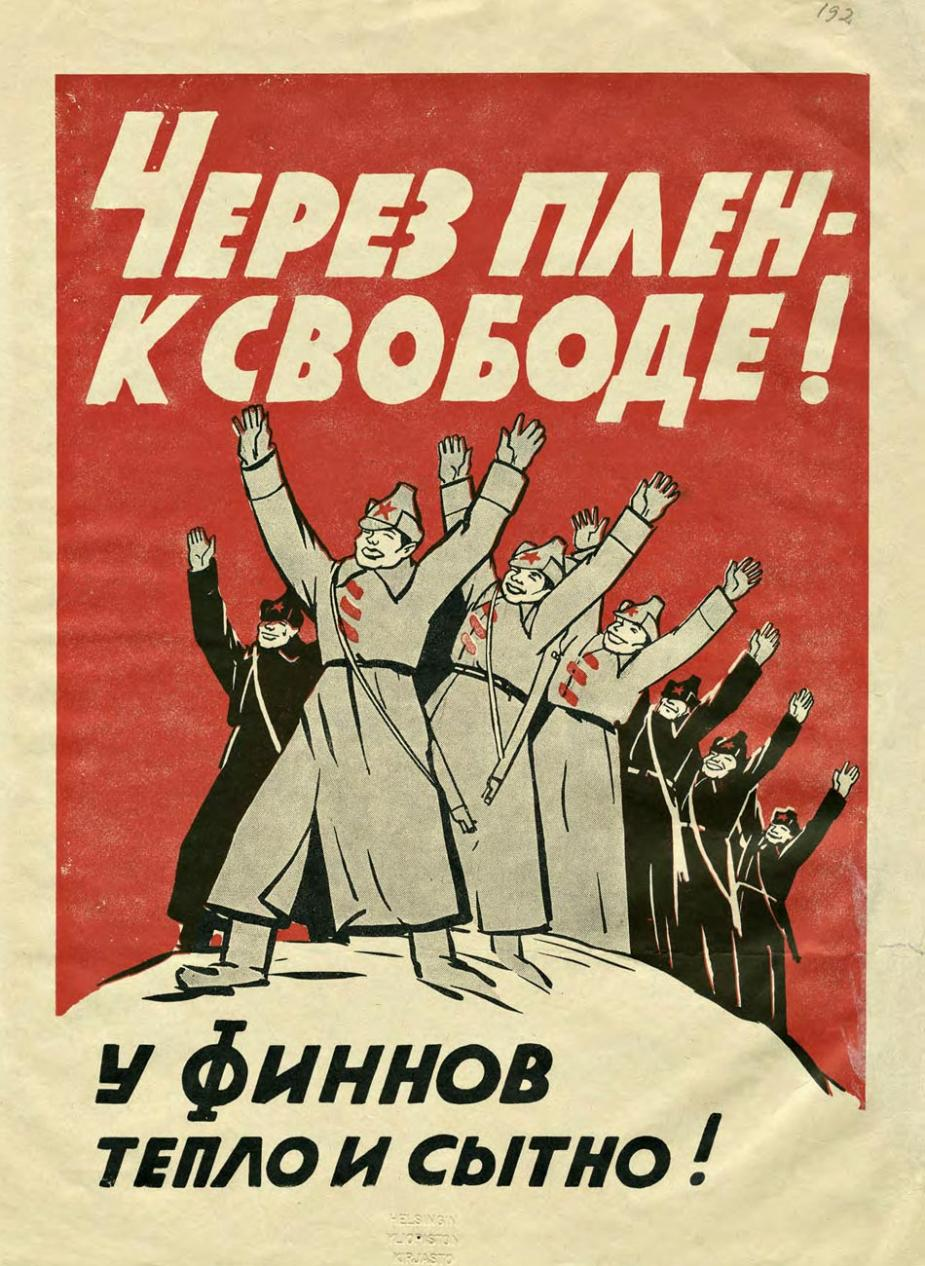
Propaganda finlandesa en ruso, instando a los soviéticos a rendirse.

En las batallas desde Ládoga Karelia hasta el puerto ártico de Petsamo, los finlandeses utilizaron tácticas de guerrilla. El Ejército Rojo era superior en número y material, pero los finlandeses utilizaron las ventajas de la velocidad, la guerra de maniobras y la economía de la fuerza. Particularmente en el frente de Ládoga-Karelia y durante la batalla de la carretera de Raate, los finlandeses aislaron porciones más pequeñas de fuerzas soviéticas numéricamente superiores. Con las fuerzas soviéticas divididas en grupos más pequeños, los finlandeses trataron con ellos individualmente y atacaron desde todos los lados.
Para muchas de las tropas soviéticas encerradas en un cerco (llamado motti en finés, que originalmente significaba 1 m³ de leña), mantenerse con vida era una prueba comparable al combate. Los hombres estaban helados y hambrientos y soportaban malas condiciones sanitarias. El historiador William R. Trotter describió estas condiciones de la siguiente manera: «El soldado soviético no tenía otra opción. Si se negaba a luchar, le dispararían. Si intentaba escabullirse por el bosque, moriría congelado. Y la rendición no era una opción para él, la propaganda soviética le había contado cómo los finlandeses torturarían a los prisioneros hasta la muerte».

### Batallas en la línea Mannerheim
El terreno en el istmo de Carelia no permitía tácticas de guerrilla, por lo que los finlandeses se vieron obligados a recurrir a la línea Mannerheim más convencional, con sus flancos protegidos por grandes cuerpos de agua. La propaganda soviética afirmaba que era tan fuerte o incluso más que la línea Maginot. Los historiadores finlandeses, por su parte, han menospreciado la fuerza de la línea, insistiendo en que se trataba principalmente de trincheras convencionales y refugios cubiertos de troncos. Los finlandeses habían construido 221 puntos fuertes a lo largo del istmo de Carelia, principalmente a principios de la década de 1920. Muchos se extendieron a finales de la década de 1930. A pesar de estos preparativos defensivos, incluso la sección más fortificada de la línea Mannerheim tenía solo un búnker de hormigón armado por kilómetro. En general, la línea era más débil que líneas similares en Europa continental. Según los finlandeses, la verdadera fuerza de la línea eran los «defensores obstinados con mucho sisu», una expresión finlandesa traducida aproximadamente como «agallas, espíritu de lucha».
En el lado oriental del istmo, el Ejército Rojo intentó romper la línea Mannerheim en la batalla de Taipale. En el lado occidental, las unidades soviéticas se enfrentaron a la línea finlandesa en Summa, cerca de la ciudad de Víborg, el 16 de diciembre. Los finlandeses habían construido 41 búnkeres de hormigón armado en el área de Summa, haciendo que la línea defensiva en esta área fuera más fuerte que en cualquier otro lugar del istmo de Carelia. Debido a un error en la planificación, el pantano cercano de Munasuo tenía un espacio de un kilómetro en la línea. Durante la primera batalla de Summa, varios carros soviéticos rompieron la delgada línea el 19 de diciembre, pero los soviéticos no pudieron beneficiarse de la situación debido a la insuficiente cooperación entre las ramas de servicio. Los finlandeses permanecieron en sus trincheras, lo que permitió a los tanques soviéticos moverse libremente detrás de la línea finlandesa, ya que los finlandeses no tenían armas contracarro adecuadas. Los finlandeses lograron repeler el asalto soviético principal. Los tanques, varados detrás de las líneas enemigas, atacaron los puntos fuertes al azar hasta que finalmente fueron destruidos, 20 en total. Para el 22 de diciembre, la batalla terminó con una victoria finlandesa.
El avance soviético se detuvo en la línea Mannerheim. Las tropas del Ejército Rojo sufrieron de baja moral y escasez de suministros, y finalmente se negaron a participar en más ataques frontales suicidas. Los finlandeses, liderados por el general Harald Öhquist, decidieron lanzar un contraataque y rodear tres divisiones soviéticas en un motti cerca de Víborg el 23 de diciembre. El plan de Öhquist fue audaz y fracasó. Los finlandeses perdieron 1300 hombres, más tarde se estimó que los soviéticos habían perdido un número similar.

### Batallas en la zona de Ládoga-Carelia

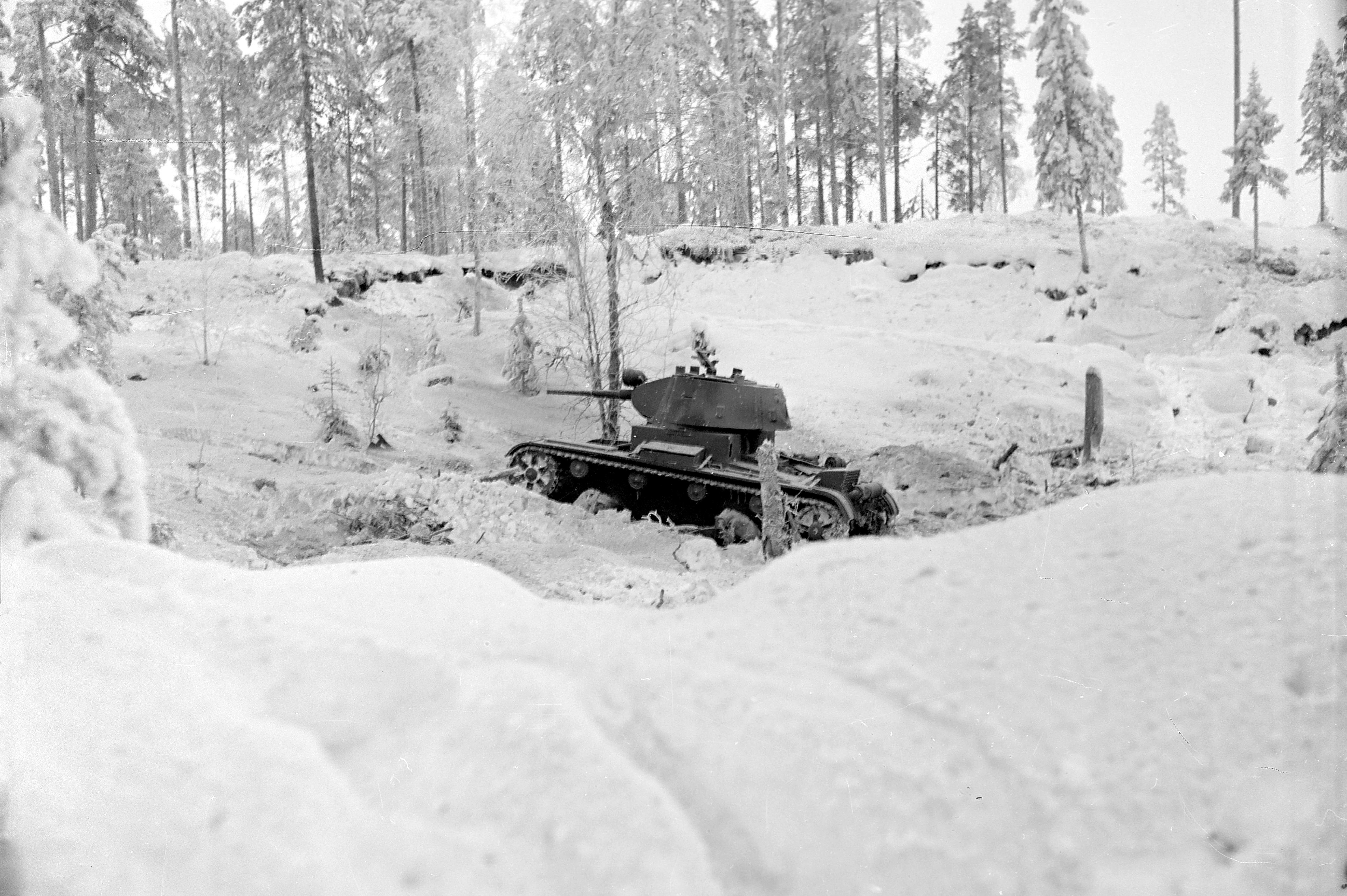
Un tanque soviético T-26 de 1937 «avanza agresivamente», según lo descrito por el fotógrafo, en el lado oriental del río Kollaa durante la batalla de Kollaa.

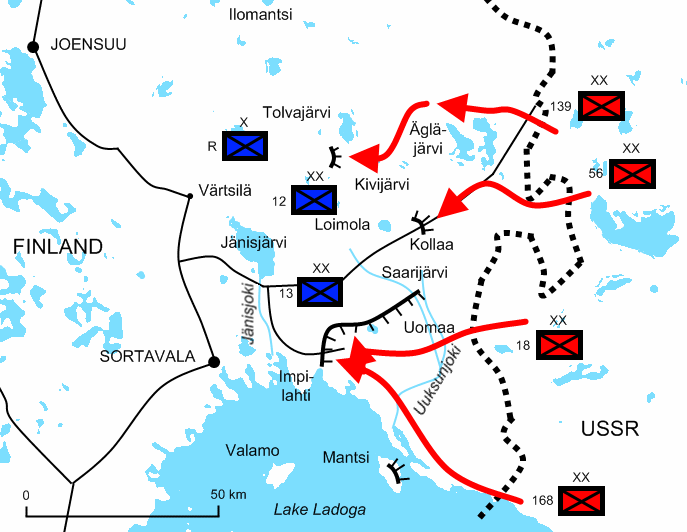
Batallas en Ládoga Karelia, al norte del lago Ládoga: el ataque del 8.º Ejército soviético se detuvo en la línea defensiva finlandesa el 12 de diciembre de 1939.
Brigada finlandesa (X) o división (XX)
División soviética (XX)

La fuerza del Ejército Rojo al norte del lago Ládoga en el frente Ládoga-Carelia sorprendió al cuartel general finlandés. Allí se desplegaron dos divisiones finlandesas, la 12.ª División dirigida por Lauri Tiainen y la 13.ª División dirigida por Hannu Hannuksela. También tenían un grupo de apoyo de tres brigadas, con una fuerza total de más de 30 000 hombres. Los soviéticos desplegaron una división para casi todos los caminos que conducen al oeste hasta la frontera finlandesa. El 8.º Ejército al mando de Iván Jabárov, quien fue reemplazado por Grigori Shtern el 13 de diciembre. La misión de los soviéticos era destruir a las tropas finlandesas en el área de Ládoga Karelia y avanzar en el área entre Sortavala y Joensuu en diez días. Los soviéticos tenían una ventaja de 3 a 1 en efectivos y una ventaja de 5 a 1 en artillería, así como la supremacía aérea.
Las fuerzas finlandesas entraron en pánico y se retiraron frente al abrumador Ejército Rojo. El comandante del IV Cuerpo de Ejército finlandés Juho Heiskanen fue reemplazado por Woldemar Hägglund el 4 de diciembre. El 7 de diciembre, en medio del frente de Ládoga Karelia, las unidades finlandesas se retiraron cerca del pequeño arroyo de Kollaa. La vía fluvial en sí no ofrecía protección, pero junto a ella, había crestas de hasta 10 m de altura. La consiguiente batalla de Kollaa duró hasta el final de la guerra. Una cita memorable, «Kollaa aguanta» (en finés: Kollaa kestää) se convirtió en un lema legendario entre los finlandeses. Además contribuyendo a la leyenda de Kollaa fue el francotirador Simo Häyhä, apodado «la Muerte Blanca» por los soviéticos, y acreditado con más de 500 muertes. Al norte, los finlandeses se retiraron de Ägläjärvi a Tolvajärvi el 5 de diciembre y luego repelieron una ofensiva soviética en la batalla de Tolvajärvi el 11 de diciembre.
En el sur, dos divisiones soviéticas se unieron en el lado norte de la carretera costera del lago Ládoga. Como antes, estas divisiones quedaron atrapadas cuando las unidades finlandesas más móviles contraatacaron desde el norte para flanquear las columnas soviéticas. El 19 de diciembre, los finlandeses cesaron temporalmente sus ataques debido al agotamiento. No fue hasta el período del 6 al 16 de enero de 1940 que los finlandeses reanudaron su ofensiva, dividiendo las divisiones soviéticas en mottis más pequeños. Contrariamente a las expectativas finlandesas, las divisiones soviéticas rodeadas no intentaron abrirse paso hacia el este, sino que se atrincheraron. Esperaban que llegaran refuerzos y suministros por aire. Como los finlandeses carecían del equipo de artillería pesado necesario y carecían de hombres, a menudo no atacaban directamente los mottis que habían creado; en cambio, trabajaron para eliminar solo las amenazas más peligrosas. A menudo, la táctica de los motivos no se aplicaba como estrategia, sino como una adaptación finlandesa al comportamiento de las tropas soviéticas bajo fuego. A pesar del frío y el hambre, las tropas soviéticas no se rindieron fácilmente, sino que lucharon valientemente, a menudo atrincherando sus tanques para usarlos como pastilleros y construyendo refugios de madera. Algunos soldados finlandeses especializados fueron llamados para atacar los mottis; el más famoso de ellos fue el mayor Matti Aarnio, o «Motti-Matti» como se le conoció.
En el norte de Carelia, las fuerzas soviéticas fueron superadas en Ilomantsi y Lieksa. Los finlandeses utilizaron tácticas efectivas de guerrilla, aprovechando especialmente sus habilidades superiores de esquí y sus capas de ropa blanca como la nieve y ejecutando emboscadas y ataques sorpresa. A finales de diciembre, los soviéticos decidieron retirarse y transferir recursos a frentes más críticos.

### Batallas de Kainuu

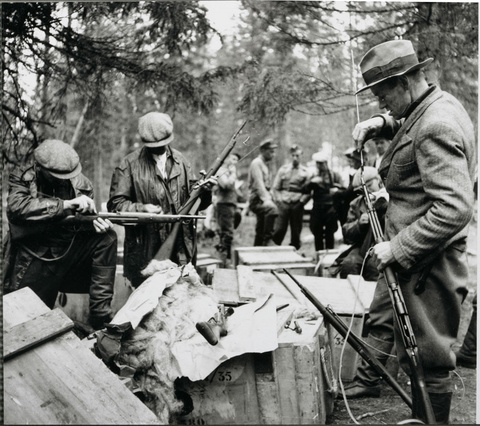
Civiles de Suomussalmi reciben armamento para defender sus hogares, el 7 de julio de 1943.

El enfrentamiento entre Suomussalmi y Raate fue una doble operación que luego sería utilizada por académicos militares como un ejemplo clásico de lo que las tropas bien dirigidas y las tácticas innovadoras pueden hacer contra un adversario mucho más grande. Suomussalmi era una ciudad de 4000 habitantes con largos lagos, bosques salvajes y pocos caminos. El comando finlandés creía que los soviéticos no atacarían aquí, pero el Ejército Rojo introdujo dos divisiones en el área de Kainuu con órdenes de cruzar el desierto, capturar la ciudad de Oulu y cortar efectivamente a Finlandia en dos. Había dos caminos que llevaban a Suomussalmi desde la frontera: el camino del norte de Juntusranta y el camino del sur de Raate.
La batalla de la carretera de Raate, que tuvo lugar durante la batalla de Suomussalmi que duró un mes, resultó en una de las mayores pérdidas soviéticas en la Guerra de Invierno. La 44.ª División soviética y partes de la 163.ª División de fusileros, que comprendían alrededor de 14 000 tropas, fueron destruidas casi por completo por una emboscada finlandesa mientras marchaban por el camino forestal. Una pequeña unidad bloqueó el avance soviético mientras que el coronel finlandés Hjalmar Siilasvuo y su 9.ª División cortaron la ruta de retirada, dividieron la fuerza enemiga en mottis más pequeños y luego procedieron a destruir los restos en detalle mientras se retiraban. Los soviéticos sufrieron entre 7000 y 9000 bajas; las unidades finlandesas, 400. Las tropas finlandesas capturaron docenas de tanques, piezas de artillería, cañones contracarro, cientos de camiones, casi 2000 caballos, miles de rifles y municiones y suministros médicos muy necesarios.

### Batallas en la Laponia finlandesa

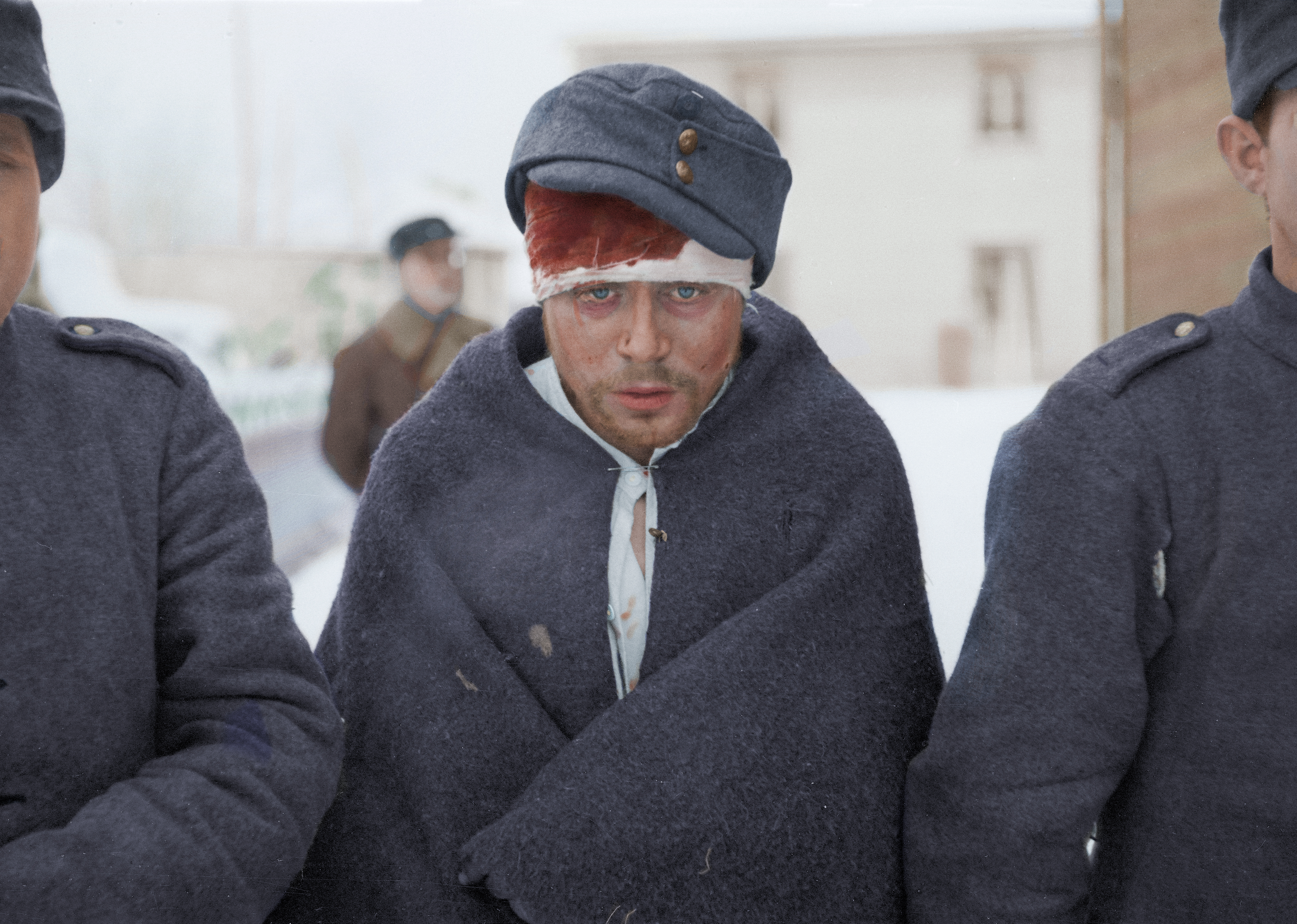
Prisioneros de guerra soviéticos vestidos con ropa nueva cerca del círculo polar ártico en Rovaniemi en enero de 1940 (coloreada).

En la Laponia finlandesa, los bosques escasean gradualmente hasta desaparecer por completo en el norte. Por lo tanto, el área ofrece más espacio para el despliegue de tanques, pero está escasamente poblada y experimenta copiosas nevadas. Los finlandeses no esperaban nada más que asaltar grupos y patrullas de reconocimiento, pero en cambio, los soviéticos enviaron divisiones completas. El 11 de diciembre, los finlandeses reorganizaron la defensa de Laponia y separaron al Grupo de Laponia del Grupo del Norte de Finlandia. El grupo fue puesto bajo el mando de Kurt Wallenius.
En el sur de Laponia, cerca del pueblo de Salla, avanzaron las divisiones soviética 88.ª y 122.ª, con un total de 35 000 hombres. En la batalla de Salla, los soviéticos procedieron fácilmente a Salla, donde el camino se bifurcó. La rama norte se movió hacia Pelkosenniemi mientras el resto se acercaba a Kemijärvi. El 17 de diciembre, el grupo del norte soviético, compuesto por un regimiento de infantería, un batallón y una compañía de tanques, fue flanqueado por un batallón finlandés. El 122.º se retiró, abandonando gran parte de su equipo pesado y vehículos. Tras este éxito, los finlandeses trasladaron refuerzos a la línea defensiva frente a Kemijärvi. Los soviéticos atacaron la línea defensiva sin éxito. Los finlandeses contraatacaron y los soviéticos se retiraron a una nueva línea defensiva donde permanecieron durante el resto de la guerra.
Al norte estaba el único puerto sin hielo de Finlandia en el Ártico, Petsamo. Los finlandeses carecían de efectivos para defenderlo por completo, ya que el frente principal estaba distante en el istmo de Carelia. En la batalla de Petsamo, la 104.ª División soviética atacó a la 104.ª Compañía de cobertura independiente finlandesa. Los finlandeses abandonaron Petsamo y se concentraron en retrasar las acciones. El área no tenía árboles, había viento y era relativamente baja, ofreciendo un terreno poco defendible. La oscuridad casi constante y las temperaturas extremas del invierno de Laponia beneficiaron a los finlandeses, quienes ejecutaron ataques guerrilleros contra las líneas de suministro y patrullas soviéticas. Como resultado, los movimientos soviéticos fueron detenidos por los esfuerzos de una quinta parte de los finlandeses.

## Guerra aérea

### Fuerza Aérea Soviética
La Unión Soviética disfrutó de superioridad aérea durante toda la guerra. La Fuerza Aérea Soviética, apoyando la invasión del Ejército Rojo con unos 2500 aviones (el tipo más común era el Tupolev SB), no fue tan eficaz como los soviéticos podrían haber esperado. El daño material por los bombardeos fue leve ya que Finlandia ofreció pocos objetivos valiosos para bombardeos estratégicos. A menudo, los objetivos eran depósitos de aldea con poco valor. El país tenía pocas carreteras modernas en el interior, por lo que los ferrocarriles eran los principales objetivos de los bombarderos. Las vías del tren fueron cortadas numerosas veces, pero los finlandeses las repararon rápidamente y el servicio se reanudó en cuestión de horas. La Fuerza Aérea Soviética aprendió de sus primeros errores y, a finales de febrero, instituyó tácticas más efectivas.
El mayor bombardeo contra la capital de Finlandia, Helsinki, ocurrió el primer día de la guerra. La capital fue bombardeada solo unas pocas veces después. Sin embargo, los ataques aéreos soviéticos afectaron a miles de civiles, matando a 957. Los soviéticos registraron 2075 ataques con bombas en 516 localidades. La ciudad de Víborg, un objetivo soviético importante cerca del frente del istmo de Carelia, fue casi arrasada por casi 12 000 bombas. No se mencionaron ataques contra objetivos civiles en la radio soviética o en los informes de los periódicos. En enero de 1940, el periódico soviético Pravda continuó enfatizando que ningún objetivo civil en Finlandia había sido alcanzado, ni siquiera accidentalmente. Se estima que la Fuerza Aérea Soviética perdió alrededor de 400 aviones debido al mal tiempo, la falta de combustible y repuestos, y durante el transporte al frente. La Fuerza Aérea Soviética realizó aproximadamente 44 000 salidas durante la guerra.

### Fuerza Aérea Finlandesa

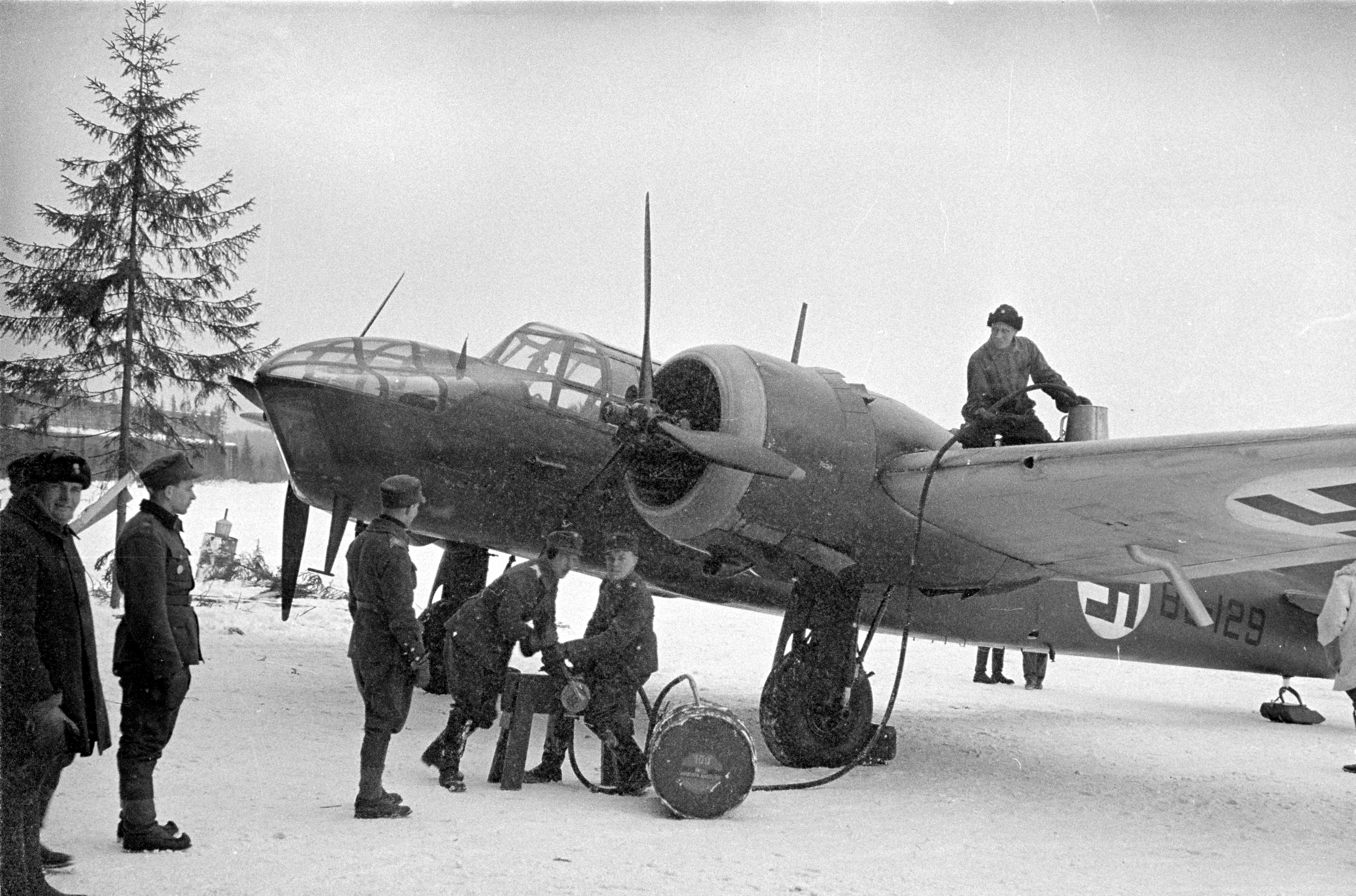
Marzo de 1940, un bombardero finlandés Bristol Blenheim Mk. IV del Escuadrón n.º 44 repostando en su base aérea en un lago congelado en Tikkakoski.

Al comienzo de la guerra, Finlandia tenía una pequeña fuerza aérea, con solo 114 aviones de combate aptos para el servicio. Las misiones eran limitadas y los aviones de combate se usaban principalmente para repeler a los bombarderos soviéticos. Los bombardeos estratégicos se duplicaron como oportunidades para el reconocimiento militar. Anticuados y pocos en número, los aviones ofrecían poco apoyo para las tropas terrestres finlandesas. A pesar de las pérdidas, el número de aviones en la Fuerza Aérea de Finlandia aumentó en más del 50 % al final de la guerra. Los finlandeses recibieron envíos de aviones británicos, franceses, italianos, suecos y estadounidenses.
Los pilotos de combate finlandeses a menudo volaron su variada colección de aviones en formaciones soviéticas que los superaban en número 10 o incluso 20 veces. Los combatientes finlandeses derribaron 200 aviones soviéticos confirmados, mientras que perdieron 62 de los suyos. Los cañones antiaéreos finlandeses derribaron más de 300 aviones enemigos. A menudo, una base aérea delantera finlandesa consistía en un lago congelado, una manga de viento, un teléfono y algunas tiendas de campaña. Las advertencias de ataque aéreo fueron dadas por mujeres finlandesas organizadas por Lotta Svärd.

## Guerra naval

### Actividad naval
Hubo poca actividad naval durante la Guerra de Invierno. El mar Báltico comenzó a congelarse a finales de diciembre, impidiendo el movimiento de buques de guerra; a mediados del invierno, solo los rompehielos y los submarinos podrían moverse. La otra razón para la baja actividad naval fue la naturaleza de las fuerzas de la Armada soviética en el área. La Flota del Báltico era una fuerza de defensa costera que no tenía el entrenamiento, la estructura logística o las naves de desembarco necesarias para realizar operaciones a gran escala. La Flota del Báltico poseía dos acorazados, un crucero pesado, casi 20 destructores, 50 torpederos a motor, 52 submarinos y otras embarcaciones más pequeñas. Los soviéticos utilizaron bases navales en Paldiski, Tallin y Liepāja para sus operaciones.

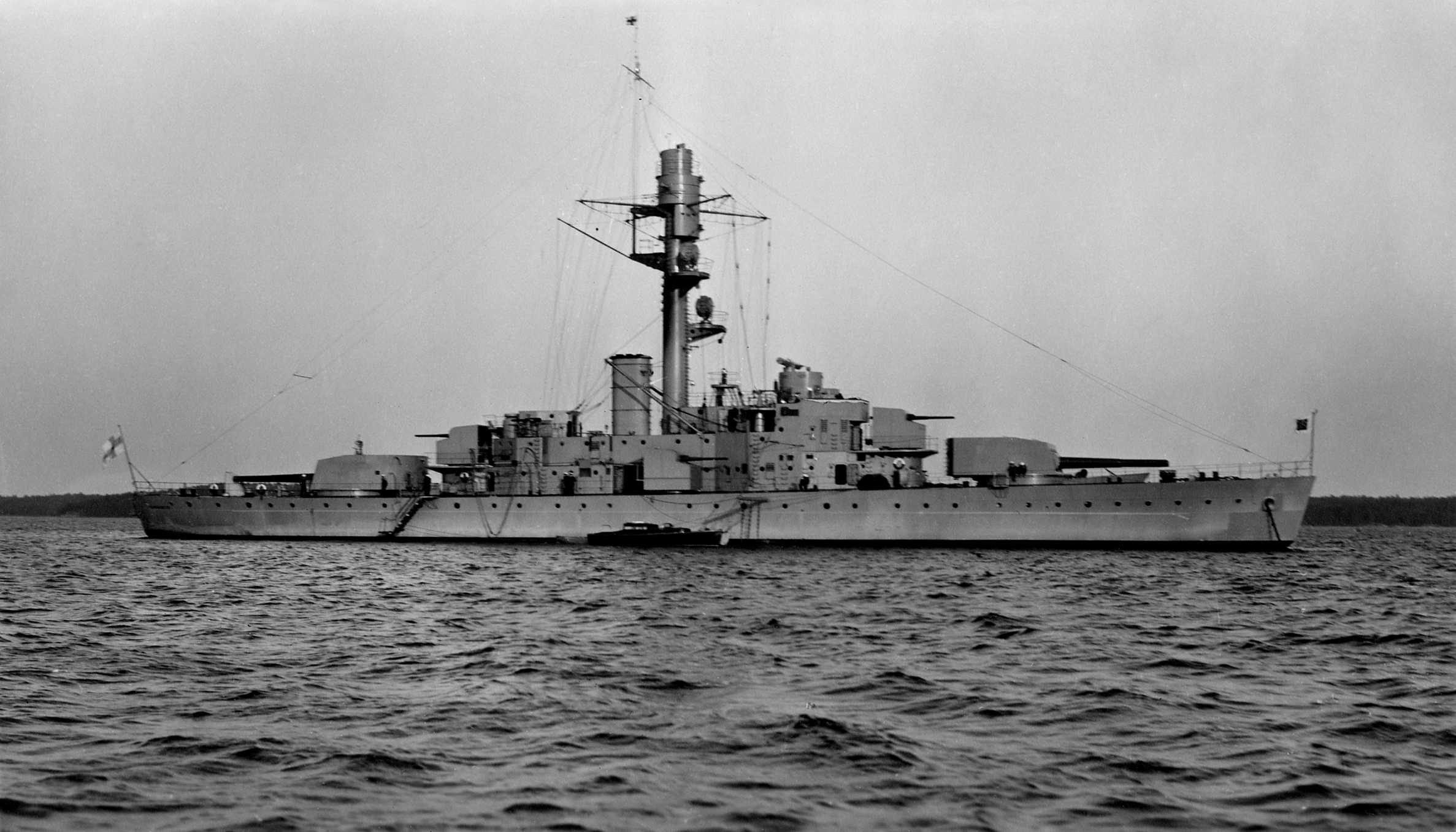
Väinämöinen en 1938.

La Armada finlandesa era una fuerza de defensa costera con dos barcos de defensa costera, cinco submarinos, cuatro cañoneras, siete torpederos de motor, un minador y seis buscaminas. Los dos barcos de defensa costeros, Ilmarinen y Väinämöinen, fueron trasladados al puerto de Turku, donde fueron utilizados para reforzar la defensa aérea. Sus cañones antiaéreos derribaron uno o dos aviones sobre la ciudad, y los barcos permanecieron allí durante el resto de la guerra. Además de la defensa costera, la Armada finlandesa protegió las islas Åland y los buques mercantes finlandeses en el mar Báltico.
Aviones soviéticos bombardearon barcos y puertos finlandeses y arrojaron minas a las vías marítimas finlandesas. Aun así, solo cinco barcos mercantes se perdieron por la acción soviética. La Segunda Guerra Mundial, que comenzó antes de la Guerra de Invierno, resultó más costosa para los buques mercantes finlandeses, con 26 pérdidas debido a la acción hostil en 1939 y 1940.

### Artillería costera
Las baterías de artillería costera finlandesa defendieron importantes puertos y bases navales. La mayoría de las baterías eran sobrantes del período imperial ruso, siendo las armas de 152 mm las más numerosas. Finlandia intentó modernizar sus armas antiguas e instaló una serie de baterías nuevas, la mayor de las cuales presentaba una batería de pistola de 305 mm destinada originalmente a bloquear el Golfo de Finlandia a los barcos soviéticos con la ayuda de baterías en el lado estonio.
La primera batalla naval tuvo lugar en el Golfo de Finlandia el 1 de diciembre, cerca de la isla de Russarö, a 5 km al sur de Hanko. Ese día, el clima era bueno y la visibilidad excelente. Los finlandeses divisaron el crucero soviético Kírov y dos destructores. Cuando los barcos estaban a una distancia de 24 km, los finlandeses abrieron fuego con cuatro cañones costeros de 234 mm. Después de cinco minutos de disparos de los cañones costeros, el crucero había sido dañado por impactos cercanos y se retiró. Los destructores no sufrieron daños, pero el Kirov sufrió 17 muertos y 30 heridos. Los soviéticos ya conocían la ubicación de las baterías costeras finlandesas, pero se sorprendieron por su alcance.
La artillería costera tuvo un mayor efecto en la tierra al reforzar la defensa junto con la artillería del ejército. Dos conjuntos de artillería de la fortaleza hicieron contribuciones significativas a las primeras batallas en el istmo de Carelia y en la zona de Ládoga-Karelia. Estos se ubicaron en Kaarnajoki, en el istmo oriental, y en Mantsi, en la costa noreste del lago Ládoga. La fortaleza de Koivisto proporcionó un apoyo similar desde la costa suroeste del istmo.

## Avance soviético en febrero

### Reformas del Ejército Rojo y preparativos

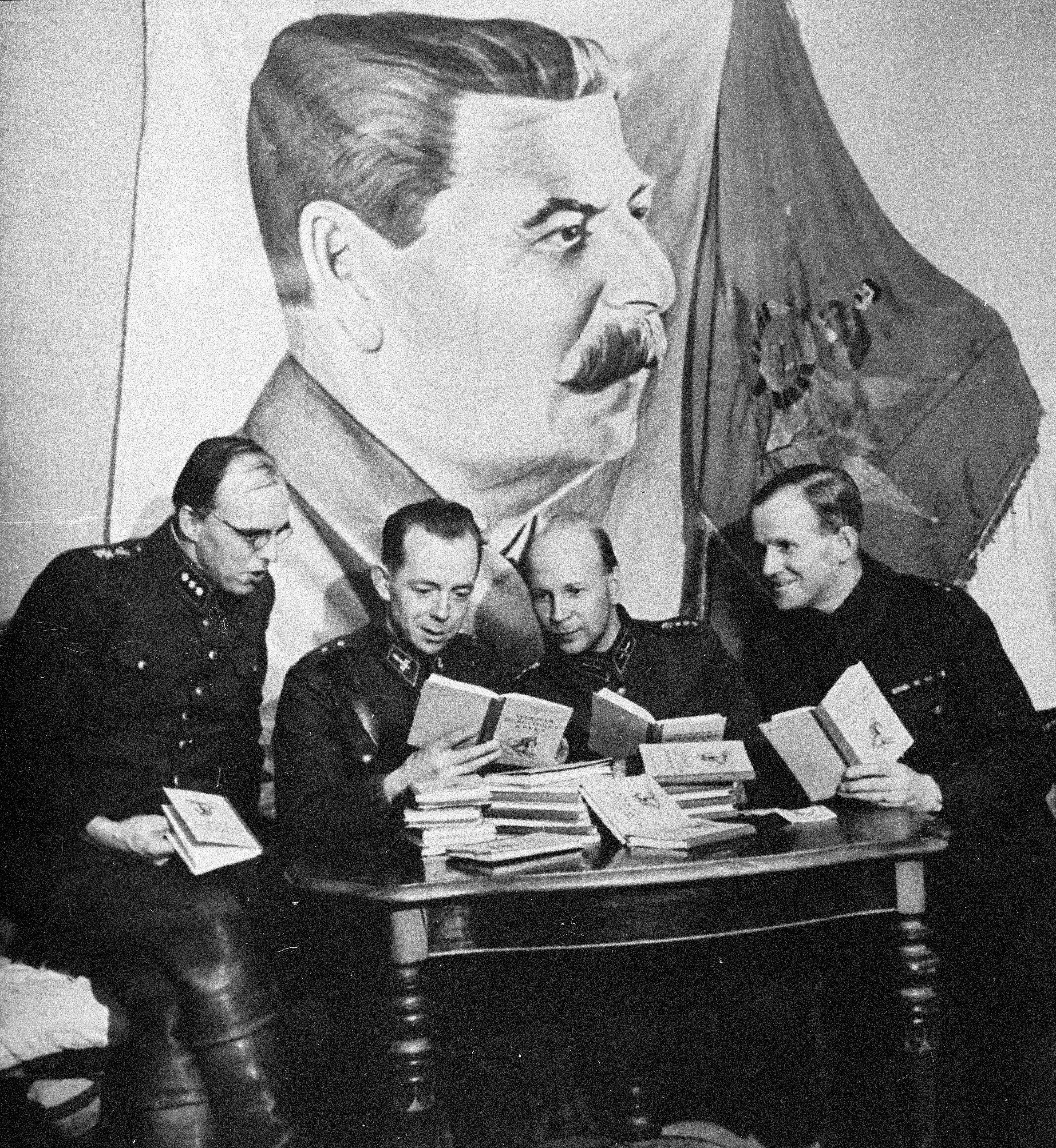
Oficiales finlandeses inspeccionan manuales de esquí soviéticos que obtuvieron como botín de la Batalla de Suomussalmi.

Iósif Stalin no estaba satisfecho con los resultados de diciembre en la campaña finlandesa. El Ejército Rojo había sido humillado. En la tercera semana de la guerra, la propaganda soviética estaba trabajando arduamente para explicar los fracasos de los militares soviéticos a la población: culpando a los malos terrenos y el clima hostil, y afirmando falsamente que la línea Mannerheim era más fuerte que la línea Maginot, y que los estadounidenses habían enviado a 1000 de sus mejores pilotos a Finlandia. El jefe de gabinete, Borís Sháposhnikov, recibió plena autoridad sobre las operaciones en el teatro finlandés y ordenó la suspensión de los asaltos frontales a finales de diciembre. Kliment Voroshílov fue reemplazado por Semión Timoshenko como comandante de las fuerzas soviéticas en la guerra del 7 de enero.
El foco principal del ataque soviético fue cambiado al istmo de Carelia. Timoshenko y Zhdánov reorganizaron y reforzaron el control entre las diferentes ramas de servicio en el Ejército Rojo. También cambiaron las doctrinas tácticas para cumplir con las realidades de la situación. Todas las fuerzas soviéticas en el istmo de Carelia se dividieron en dos ejércitos: el 7.º y el 13.º Ejército. El 7.º Ejército, ahora bajo Kirill Meretskov, concentraría el 75 por ciento de su fuerza contra el tramo de 16 km de la línea Mannerheim entre Taipale y el pantano de Munasuo. Las tácticas serían básicas: una cuña blindada para el avance inicial, seguida de la fuerza de asalto principal de infantería y vehículos. El Ejército Rojo se prepararía señalando las fortificaciones finlandesas de primera línea. La 123.ª División de Fusileros ensayó el asalto a maquetas de tamaño real. Los soviéticos enviaron grandes cantidades de nuevos carros y piezas de artillería al teatro. Las tropas aumentaron de diez divisiones a 25-26 divisiones con seis o siete brigadas de tanques y varios pelotones de tanques independientes como apoyo, totalizando 600 000 soldados. El 1 de febrero, el Ejército Rojo comenzó una gran ofensiva, disparando 300 000 proyectiles en la línea finlandesa en las primeras 24 horas del bombardeo.

### Ofensiva soviética en el istmo de Carelia
Aunque el frente del istmo de Carelia estuvo menos activo en enero que en diciembre, los soviéticos aumentaron los bombardeos, desgastaron a los defensores y suavizaron sus fortificaciones. Durante el día, los finlandeses se refugiaron dentro de sus fortificaciones de los bombardeos y repararon los daños durante la noche. La situación condujo rápidamente al agotamiento de la guerra entre los finlandeses, que perdieron más de 3000 soldados en la guerra de trincheras. Los soviéticos también hicieron pequeños ataques ocasionales de infantería con una o dos compañías. Debido a la escasez de municiones, los emplazamientos de artillería finlandeses tenían órdenes de disparar solo contraataques terrestres directamente amenazantes. El 1 de febrero, los soviéticos intensificaron aún más sus artillería y bombardeos aéreos.
Aunque los soviéticos refinaron sus tácticas y la moral mejoró, los generales todavía estaban dispuestos a aceptar pérdidas masivas para alcanzar sus objetivos. Los ataques fueron controlados por humo, artillería pesada y armadura de apoyo, pero la infantería cargó en formaciones abiertas y densas. A diferencia de sus tácticas en diciembre, los tanques soviéticos avanzaron en números más pequeños. Los finlandeses no podrían eliminar fácilmente los tanques si las tropas de infantería los protegieran. Después de 10 días de bombardeo de artillería constante, los soviéticos lograron un gran avance en el istmo de Carelia occidental en la segunda batalla de Summa.
El 11 de febrero, los soviéticos tenían aproximadamente 460 000 soldados, 3350 piezas de artillería, 3000 carros de combate y 1300 aviones desplegados en el istmo de Carelia. El Ejército Rojo recibía constantemente nuevos reclutas después del avance. Oponiéndose a ellos, los finlandeses tenían ocho divisiones, totalizando alrededor de 150 000 soldados. Uno por uno, las fortalezas de los defensores se derrumbaron bajo los ataques soviéticos y los finlandeses se vieron obligados a retirarse. El 15 de febrero, Mannerheim autorizó una retirada general del II Cuerpo a una línea de defensa alternativa. En el lado oriental del istmo, los finlandeses continuaron resistiendo los asaltos soviéticos, repeliéndolos en la batalla de Taipale.

### Negociaciones de paz
Aunque los finlandeses intentaron reabrir las negociaciones con Moscú por todos los medios durante la guerra, los soviéticos no respondieron. A principios de enero, la comunista finlandesa Hella Wuolijoki contactó al gobierno finlandés. Se ofreció a contactar a Moscú a través de la embajadora de la Unión Soviética en Suecia, Aleksandra Kolontái. Wuolijoki partió hacia Estocolmo y se encontró con Kollontai en secreto en un hotel. Pronto Mólotov decidió extender el reconocimiento al gobierno de Ryti-Tanner como el gobierno legal de Finlandia y poner fin al gobierno títere de Terijoki de Kuusinen que los soviéticos habían establecido.
A mediados de febrero, se hizo evidente que las fuerzas finlandesas se acercaban rápidamente al agotamiento. Para los soviéticos, las bajas eran altas, la situación era una fuente de vergüenza política para el régimen soviético y había un riesgo de intervención franco-británica. Al acercarse el deshielo primaveral, las fuerzas soviéticas se arriesgaban a atascarse en los bosques. El ministro de Asuntos Exteriores finlandés, Väinö Tanner, llegó a Estocolmo el 12 de febrero y negoció los términos de paz con los soviéticos a través de los suecos. Los representantes alemanes, sin saber que las negociaciones estaban en curso, sugirieron el 17 de febrero que Finlandia negociara con la Unión Soviética.
Tanto Alemania como Suecia estaban ansiosos por ver el fin de la Guerra de Invierno. Los alemanes temían perder los campos de mineral de hierro en el norte de Suecia y amenazaron con atacar de inmediato si los suecos otorgaban a las fuerzas aliadas (Francia y Reino Unido) el derecho de paso. Los alemanes incluso tenían un plan de invasión contra países escandinavos, llamado Studie Nord, que más tarde se convirtió en la Operación Weserübung. Mientras el gabinete finlandés dudaba ante las duras condiciones soviéticas, el rey Gustav V de Suecia hizo una declaración pública el 19 de febrero en la que confirmó que había rechazado las peticiones finlandesas de apoyo de las tropas suecas. El 25 de febrero, los términos de paz soviéticos se detallaron en detalle. El 29 de febrero, el Gobierno finlandés aceptó los términos soviéticos en principio y estaba dispuesto a entablar negociaciones.
Los franceses y británicos ante las conversaciones de Mannerheim por la paz con la URSS realizadas desde el 2 hasta el 8 de marzo, ofrecieron a Finlandia que si rompía esas conversaciones, iban a mandarle ayuda militar masiva. Esto era porque querían que la URSS se desgaste con la guerra debido a que veían a Stalin como aliado del régimen nazi de Hitler por la Invasión a Polonia.

### Final de la guerra

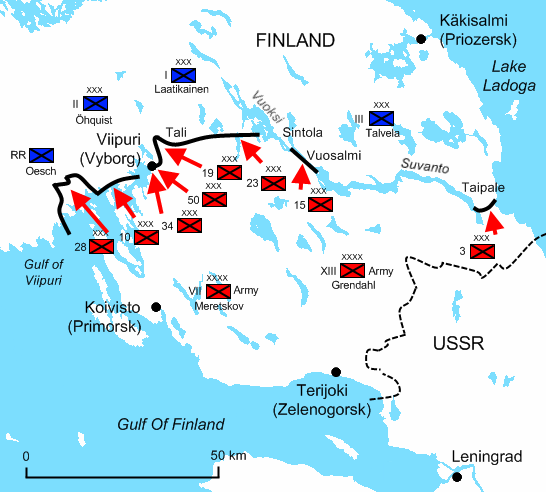
Situación en el istmo de Carelia el 13 de marzo de 1940, el último día de la guerra.
Cuerpos finlandeses (XXX) o Grupo costero de Oesch
Cuerpos soviéticos (XXX) o ejército (XXXX)

El 5 de marzo, el Ejército Rojo avanzó de 10 a 15 km pasando la línea Mannerheim y entró en los suburbios de Víborg. El mismo día, el Ejército Rojo estableció una cabeza de playa en el Golfo Occidental de Víborg. Los finlandeses propusieron un armisticio el 6 de marzo, pero los soviéticos, queriendo mantener la presión sobre el Gobierno finlandés, rechazaron la oferta. La delegación de paz finlandesa viajó a Moscú vía Estocolmo y llegó el 7 de marzo. La URSS hizo más demandas ya que su posición militar era fuerte y mejoró. El 9 de marzo, la situación militar finlandesa en el istmo de Carelia fue grave, ya que las tropas experimentaban grandes bajas. Las municiones de artillería estaban agotadas y las armas se estaban desgastando. El gobierno finlandés, señalando que la esperada expedición militar franco-británica no llegaría a tiempo, ya que Noruega y Suecia no le habían dado el derecho de paso a los Aliados, no tuvo más remedio que aceptar los términos soviéticos.

### Tratado de Paz de Moscú

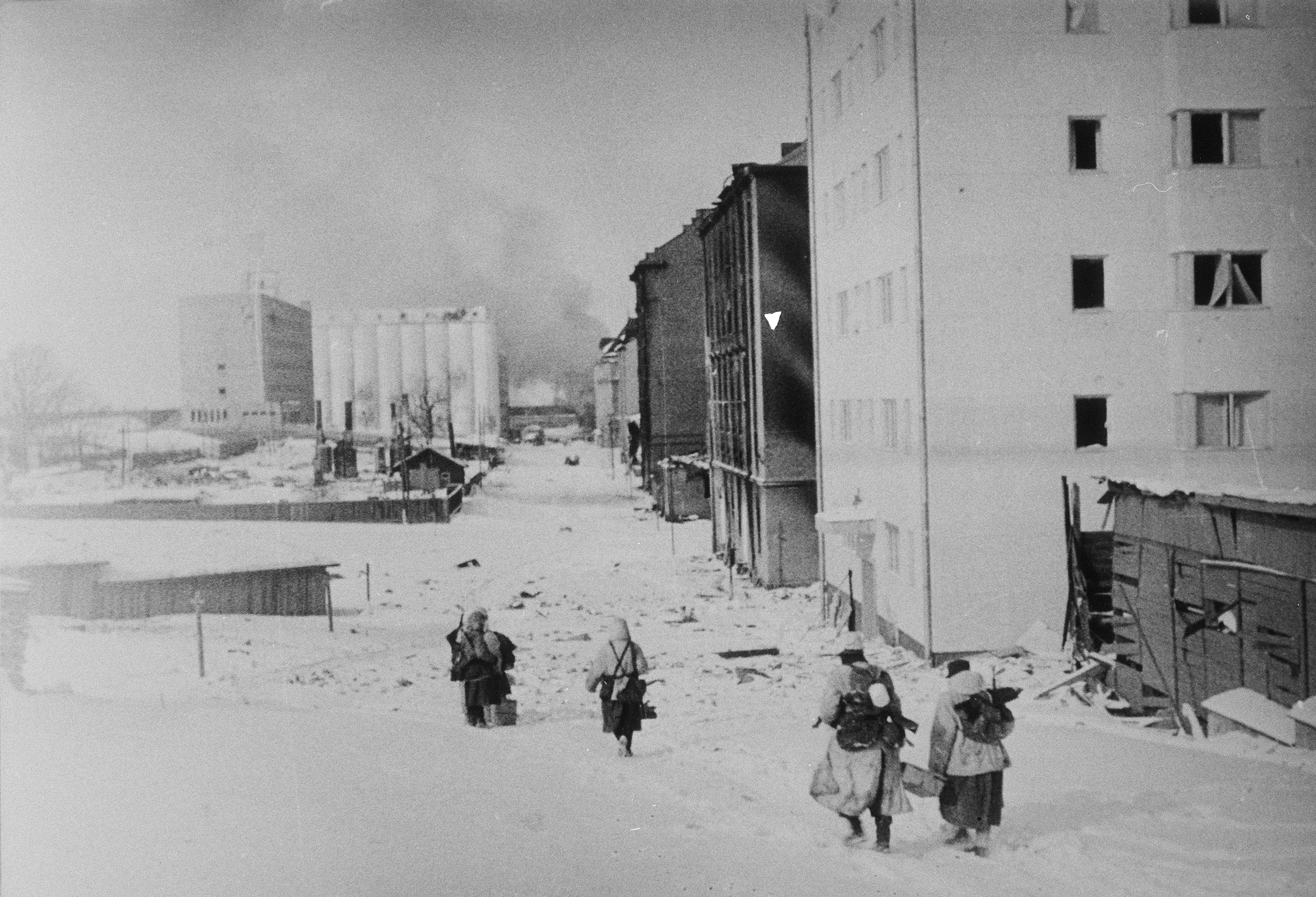
A las 11:45h del 13 de marzo de 1940. Soldados finlandeses retirándose en Víborg a la línea de demarcación.

El Tratado de Paz de Moscú se firmó en Moscú el 12 de marzo de 1940. El alto el fuego entró en vigor al día siguiente al mediodía, hora de Leningrado, a las 11:00, hora de Helsinki. Con él, Finlandia cedió una porción de Carelia, todo el istmo de Carelia y el norte del lago Ládoga. El área incluía la cuarta ciudad más grande de Finlandia, Víborg, gran parte del territorio industrializado de Finlandia, y una importante tierra aún en poder del ejército de Finlandia; en total, el 11 % del territorio y el 30 % de los activos económicos de la Finlandia anterior a la guerra. El doce por ciento de la población de Finlandia, 422 000 habitantes de Carelia, fueron evacuados y perdieron sus hogares. Finlandia cedió una parte de la región de Salla, la península de Ribachi en el mar de Barents y cuatro islas en el golfo de Finlandia. La península de Hanko fue arrendada a la Unión Soviética como base militar durante 30 años. La región de Petsamo, capturada por el Ejército Rojo durante la guerra, fue devuelta a Finlandia según el tratado.

Las concesiones territoriales de Finlandia a la Unión Soviética se muestran en rojo.

Las concesiones finlandesas y las pérdidas territoriales excedieron las demandas soviéticas anteriores a la guerra. Antes de la guerra, la Unión Soviética únicamente había exigido que la frontera entre la URSS y Finlandia en el istmo de Carelia se moviera hacia el oeste a un punto 30 kilómetros al este de Víborg, a la línea entre Koivisto y Lipola, que las fortificaciones existentes en el istmo de Carelia fueran demolidas y se cedieran las islas de Suursaari, Tytärsaari y Koivisto en el Golfo de Finlandia y la península de Ribachi. A cambio, la Unión Soviética propuso ceder a Repola y Porajärvi de Carelia Oriental, un área dos veces más grande que los territorios originalmente exigidos a los finlandeses.

## Ayuda exterior

### Voluntarios extranjeros
La opinión mundial apoyó en gran medida la causa finlandesa y la agresión soviética generalmente se consideró injustificada. La Segunda Guerra Mundial aún no había afectado directamente a Francia, el Reino Unido o los Estados Unidos; la Guerra de Invierno era prácticamente el único conflicto en Europa en ese momento y, por lo tanto, tenía un gran interés mundial. Varias organizaciones extranjeras enviaron ayuda material, y muchos países otorgaron créditos y material militar a Finlandia. La Alemania nazi permitió que las armas pasaran por Suecia a Finlandia, pero después de que un periódico sueco lo hiciera público, Adolf Hitler inició una política de silencio hacia Finlandia, como parte de las relaciones mejoradas entre Alemania y la Unión Soviética tras la firma del Pacto Ribbentrop-Mólotov.
El mayor contingente extranjero vino de la vecina Suecia, que proporcionó cerca de 8760 voluntarios durante la guerra. El Cuerpo Voluntario Sueco, formado por suecos, noruegos (727 soldados) y daneses (1010 soldados), luchó en el frente norte de Salla durante las últimas semanas de la guerra. También participó una unidad sueca de cazas Gloster Gladiator, llamada «el Regimiento de Vuelo 19». Las baterías antiaéreas suecas con cañones Bofors de 40 mm fueron responsables de la defensa aérea en el norte de Finlandia y la ciudad de Turku. Voluntarios llegaron de Hungría, Italia y Estonia. Se ofrecieron 350 ciudadanos estadounidenses de origen finlandés y 210 voluntarios de otras nacionalidades llegaron a Finlandia antes de que terminara la guerra. Max Manus, un noruego, luchó en la Guerra de Invierno antes de regresar a Noruega y más tarde alcanzó la fama como luchador de la resistencia durante la ocupación alemana de Noruega. En total, Finlandia recibió 12 000 voluntarios, 50 de los cuales murieron durante la guerra. El actor británico Christopher Lee fue voluntario en la guerra durante dos semanas, pero no entró en combate.

### Planes de intervención franco-británica

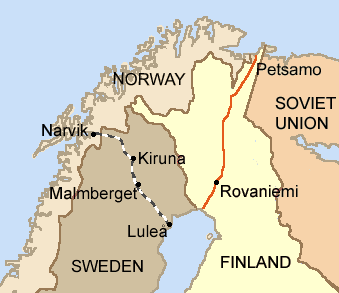
Se ofreció apoyo franco-británico con la condición de que sus fuerzas pudieran pasar libremente de Narvik a través de la neutral Noruega y Suecia en lugar del difícil paso a través del Petsamo ocupado por los soviéticos.

Francia había sido uno de los primeros partidarios de la causa finlandesa durante la Guerra de Invierno. Los franceses vieron la oportunidad de debilitar al mayor aliado de Alemania a través de un ataque finlandés contra la Unión Soviética. Francia tenía otro motivo, prefiriendo tener una guerra importante en una parte remota de Europa en lugar de en territorio francés. Francia planeó volver a armar las unidades de exilio polacas y transportarlas al puerto ártico finlandés de Petsamo. Otra propuesta fue un ataque aéreo masivo con la cooperación turca contra los campos petroleros del Cáucaso.
Los británicos, por su parte, querían bloquear el flujo de mineral de hierro de las minas suecas a Alemania, ya que los suecos suministraron hasta el 40 por ciento de la demanda de hierro de Alemania. El almirante británico Reginald Plunkett planteó el asunto el 18 de septiembre de 1939, y al día siguiente Winston Churchill planteó el tema en el gabinete de guerra de Chamberlain. El 11 de diciembre, Churchill opinó que los británicos deberían establecerse en Escandinavia con el objetivo de ayudar a los finlandeses, pero sin una guerra con la Unión Soviética. Debido a la fuerte dependencia alemana del mineral de hierro del norte de Suecia, Hitler había dejado claro al gobierno sueco en diciembre que cualquier tropa aliada en suelo sueco provocaría inmediatamente una invasión alemana.
El 19 de diciembre, el primer ministro francés, Édouard Daladier, presentó su plan al Estado Mayor y al Gabinete de Guerra. En su plan, Daladier creó un vínculo entre la guerra en Finlandia y el mineral de hierro en Suecia. Existía el peligro de la posible caída de Finlandia bajo la hegemonía soviética. A su vez, la Alemania nazi podría ocupar Noruega y Suecia. Estas dos dictaduras podrían dividir Escandinavia entre ellas, como ya lo habían hecho con Polonia. La principal motivación de los franceses y los británicos fue reducir la capacidad de guerra alemana.
El Comité de Coordinación Militar se reunió el 20 de diciembre en Londres y dos días después se presentó el plan francés. El Consejo de Guerra Supremo anglo-francés eligió enviar notas a Noruega y Suecia el 27 de diciembre, instando a los noruegos y suecos a ayudar a Finlandia y ofrecer su apoyo a los aliados. Noruega y Suecia rechazaron la oferta el 5 de enero de 1940. Los Aliados idearon un nuevo plan, en el que exigirían que Noruega y Suecia les dieran derecho de aprobación citando una resolución de la Sociedad de Naciones como justificación. Las tropas de la expedición desembarcarían en el puerto noruego de Narvik y continuarían en tren hacia Finlandia, pasando por los campos de mineral suecos en el camino. Esta demanda fue enviada a Noruega y Suecia el 6 de enero, pero también fue rechazada seis días después.
Estilizados pero aún no disuadidos de la posibilidad de acción, los Aliados formularon un plan final el 29 de enero. Primero, los finlandeses harían una solicitud formal de asistencia. Luego, los Aliados pedirían permiso a Noruega y Suecia para mover a los "voluntarios" a través de su territorio. Finalmente, para proteger la línea de suministro de las acciones alemanas, los Aliados enviarían unidades a tierra en Namsos, Bergen y Trondheim. La operación habría requerido 100 000 soldados británicos y 35 000 franceses con apoyo naval y aéreo. Los convoyes de suministros navegarían el 12 de marzo y los desembarcos comenzarían el 20 de marzo. El final de la guerra el 13 de marzo canceló los planes franco-británicos de enviar tropas a Finlandia a través del norte de Escandinavia.

## Consecuencias

### Finlandia

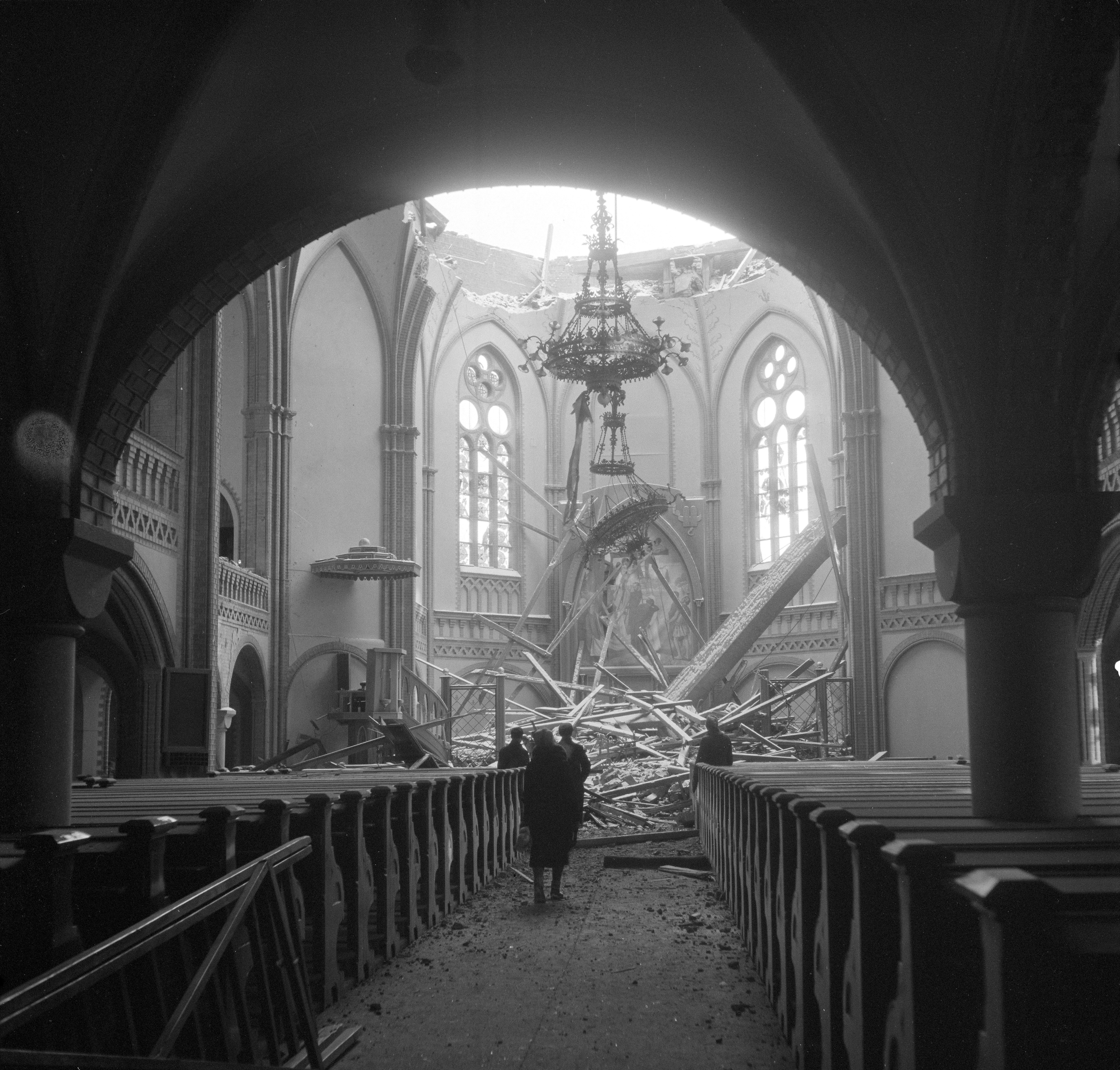
La catedral de Víborg sufrió graves daños durante la Guerra de Invierno y nunca se reparó. Víborg fue cedida a la Unión Soviética.

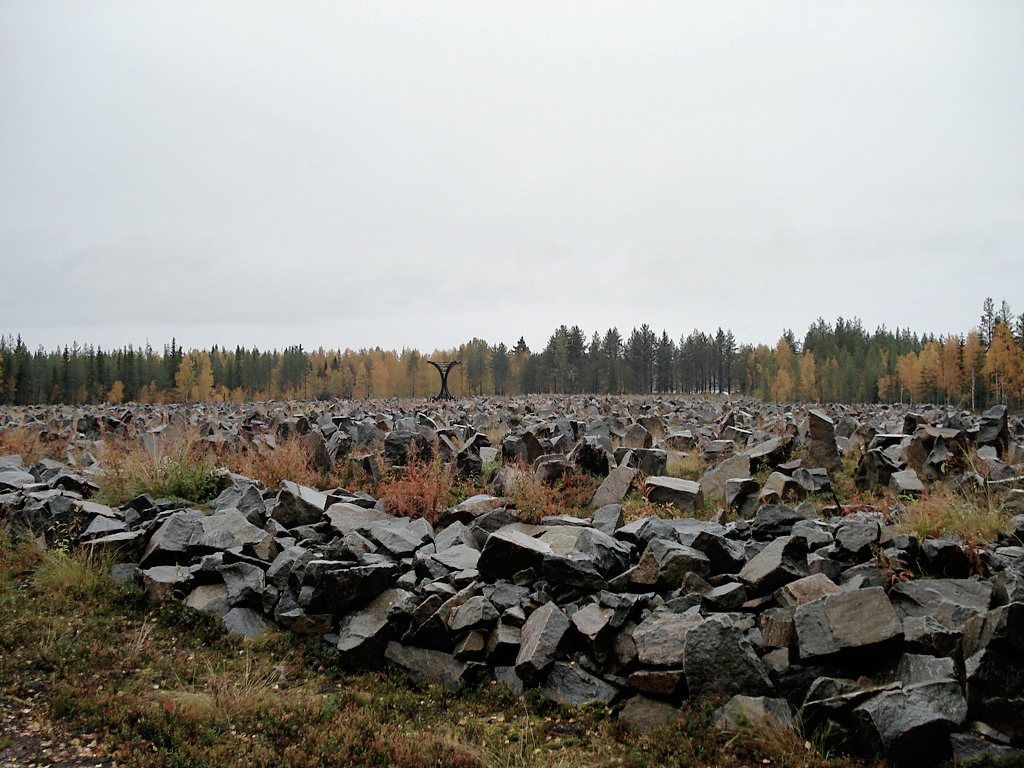
Un monumento de la Guerra de Invierno en Suomussalmi, Finlandia, que contiene una roca por cada soldado que murió en la Batalla de Suomussalmi: 750 finlandeses y aproximadamente 24 000 soviéticos.

La guerra de 105 días tuvo un efecto profundo y deprimente en Finlandia. El apoyo internacional significativo fue mínimo y llegó tarde, y el bloqueo alemán había impedido la mayoría de los envíos de armamento. El período de 15 meses entre la Guerra de Invierno y la Guerra de Continuación relacionada con la operación Barbarroja se llamó más tarde Paz interina. Después del final de la guerra, la situación del ejército finlandés en el istmo de Carelia se convirtió en un tema de debate en Finlandia. Ya se habían emitido órdenes para preparar una retirada a la siguiente línea de defensa en el sector de Taipale. Las estimaciones de cuánto tiempo podría haberse retrasado el Ejército Rojo por las operaciones de retirada y resistencia variaron de unos pocos días a unas pocas semanas, o hasta un par de meses como máximo. Los evacuados de Carelia establecieron un grupo de interés, la Liga de Carelia finlandesa, después de la guerra para defender los derechos e intereses de Carelia y para encontrar una manera de devolver las regiones cedidas de Carelia a Finlandia. En 1940, Finlandia y Suecia llevaron a cabo negociaciones para una alianza militar, pero las negociaciones finalizaron una vez que quedó claro que tanto Alemania como la Unión Soviética se opusieron a dicha alianza. Durante la paz interina, Finlandia estableció estrechos vínculos con Alemania con la esperanza de tener la oportunidad de recuperar áreas cedidas a la Unión Soviética.
Inmediatamente después de la guerra, Helsinki anunció oficialmente 19 576 muertos. Según estimaciones revisadas en 2005 por historiadores finlandeses, 25 904 personas murieron o desaparecieron y 43 557 resultaron heridas en el lado finlandés durante la guerra. Investigadores finlandeses y rusos han estimado que había entre 800 y 1100 prisioneros de guerra finlandeses, de los cuales murieron entre el 10 y el 20 por ciento. La Unión Soviética repatrió a 847 finlandeses después de la guerra. Los ataques aéreos mataron a 957 civiles. Se destruyeron entre 20 y 30 tanques y se perdieron 62 aviones.

### Unión Soviética
El Mando Supremo del Estado Mayor Soviético (Stavka) se reunió en abril de 1940, revisó las lecciones de la campaña finlandesa y recomendó reformas. Se redujo el papel de los comisarios políticos de primera línea y se reintrodujeron los rangos y formas de disciplina anticuados. Se mejoró la ropa, el equipo y las tácticas para las operaciones de invierno. No todas las reformas se habían completado cuando los alemanes iniciaron la operación Barbarroja 15 meses después.

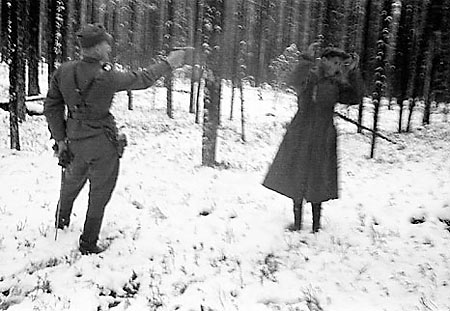
Un espía soviético es ejecutado por un soldado finlandés.

Durante el período comprendido entre la Guerra de Invierno y la perestroika a finales de la década de 1980, la historiografía soviética se basó únicamente en los discursos de Viacheslav Mólotov sobre la Guerra de Invierno. En su discurso radial del 29 de noviembre de 1939, Mólotov argumentó que la Unión Soviética había tratado de negociar garantías de seguridad para Leningrado durante dos meses. Los finlandeses habían adoptado una postura hostil para «complacer a los imperialistas extranjeros». Finlandia había emprendido una provocación militar, y la Unión Soviética ya no podía cumplir con los pactos de no agresión. Según Mólotov, la Unión Soviética no quería ocupar o anexar Finlandia; el objetivo era asegurar Leningrado.

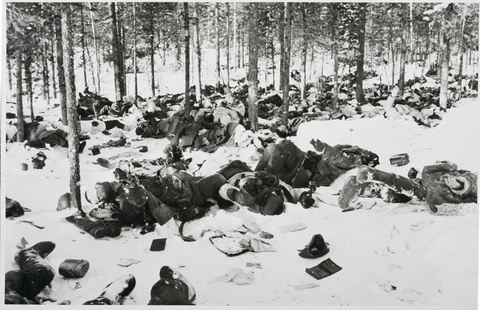
Cadáveres soviéticos en un bosque de Finlandia.

La cifra oficial soviética en 1940 por sus muertos fue de 48 745. Las estimaciones rusas más recientes varían: en 1990, Mijaíl Semiryaga reclamó 53 522 muertos y N. I. Barýshnikov, 53 500 muertos. En 1997, Grigoriy Krivoshéyev reclamó 126 875 muertos y desaparecidos y un total de bajas de 391 783 con 188 671 heridos. En 1991, Yuri Kilin reclamó 63 990 muertos y un total de víctimas de 271 528. En 2007, revisó la estimación de muertos a 134 000 y en 2012, actualizó la estimación a 138 533 pérdidas irrecuperables. En 2013, Pavel Petrov declaró que el Archivo Militar Estatal de Rusia tiene una base de datos que confirma 167 976 muertos o desaparecidos junto con los nombres, las fechas de nacimiento y los rangos de los soldados. Había 5572 prisioneros de guerra soviéticos en Finlandia. El destino de los prisioneros después de la repatriación no está claro: las fuentes occidentales sospechan que fueron asesinados en los campos del NKVD.
Entre 1200 y 3543 tanques soviéticos fueron destruidos. La cifra oficial fue de 611 bajas de tanques, pero Yuri Kilin encontró una nota recibida por el jefe del Estado Mayor Soviético, Borís Sháposhnikov, que informa de 3543 bajas de tanques y 316 tanques destruidos. Según el historiador finlandés Ohto Manninen, el 7.º Ejército soviético perdió 1244 carros durante las batallas revolucionarias de la línea Mannerheim a mediados de invierno. Inmediatamente después de la guerra, la estimación finlandesa del número de tanques soviéticos perdidos fue de 1000 a 1 200. Las Fuerzas Aéreas Soviéticas perdieron alrededor de 1000 aviones, pero menos de la mitad de ellos fueron víctimas de combate.

### Alemania
La Guerra de Invierno fue un éxito político para los alemanes. Tanto el Ejército Rojo como la Sociedad de Naciones fueron humillados y el Consejo de Guerra Supremo anglo-francés había resultado ser caótico e impotente. La política de neutralidad alemana no era popular en la patria, y las relaciones con Italia habían sufrido. Después de la Paz de Moscú, Alemania mejoró sus lazos con Finlandia, y en dos semanas las relaciones entre los finlandeses y alemanes estuvieron en la cima de la agenda. Más importante aún, la pobre actuación del Ejército Rojo convenció a Hitler de que un ataque contra la Unión Soviética sería exitoso. En junio de 1941, Hitler declaró: «solo tenemos que patear la puerta y toda la estructura podrida se vendrá abajo».

### Aliados
La Guerra de Invierno puso al descubierto la desorganización y la ineficacia del Ejército Rojo, así como de los Aliados. El Consejo de Guerra Supremo anglo-francés no pudo formular un plan viable, revelando su incapacidad para hacer una guerra efectiva en Gran Bretaña o Francia. Este fracaso llevó al colapso del gobierno de Daladier en Francia.

### En inglés
- Ahtiainen, Ilkka (16 de julio de 2000). «The Never-Ending Karelia Question». Helsinki Times. Archivado desde el original el 29 de junio de 2011. Consultado el 5 de noviembre de 2009.
- Bullock, Alan (1993). Hitler and Stalin: Parallel Lives. Vintage Books. ISBN 978-0-679-72994-5.
- Chubaryan, A. (2002). «Foreword».  En Kulkov, E.; Rzheshevskii, O.; Shukman, H., eds. Stalin and the Soviet-Finnish War, 1939–1940. Frank Cass. ISBN 978-0-7146-5203-0.
- Clemmesen, Michael H.; Faulkner, Marcus, eds. (2013). Northern European Overture to War, 1939–1941: From Memel to Barbarossa. Brill. ISBN 978-90-04-24908-0.
- Conquest, Robert (2007) [1991]. The Great Terror: A Reassessment (40.º Aniversario edición). Oxford University Press, US. ISBN 978-0-19-531700-8.
- Coox, Alvin D. (1985). Nomonhan: Japan against Russia, 1939. Stanford University Press. ISBN 0-8047-1160-7.
- Dallin, David (1942). Soviet Russia's Foreign Policy, 1939–1942. Yale University Press. (requiere suscripción).
- Edwards, Robert (2006). White Death: Russia's War on Finland 1939–40. Weidenfeld & Nicolson. ISBN 978-0-297-84630-7.
- Engle, Eloise; Paananen, Lauri (1985) [1973]. The Winter War: The Russo-Finnish Conflict, 1939–40. Westview Press. ISBN 0-8133-0149-1.
- Glanz, David (1998). Stumbling Colossus: The Red Army on the Eve of World War. University Press of Kansas. ISBN 978-0-7006-0879-9.
- Goldman, Stuart D. (2012). Nomonhan 1939, The Red Army's Victory That Shaped World War II. Naval Institute Press. ISBN 978-1-59114-329-1.
- Jowett, Philip; Snodgrass, Brent (2006). Finland at War 1939–45. Osprey. ISBN 978-1-84176-969-1.
- «Karjalan Liitto – Briefly in English». Finnish Karelian League. Archivado desde el original el 20 de agosto de 2009. Consultado el 18 de octubre de 2009.
- Krivosheyev, Grigoriy (1997b). Soviet Casualties and Combat Losses in the Twentieth Century (Primera edición). Greenhill Books. ISBN 1-85367-280-7.
- Laemlein, Tom (October 2013). «Where Will We Bury Them All?». American Rifleman 161.
- Langdon-Davies, John (1941). Invasion in the Snow: A Study of Mechanized War. Houghton Mifflin Company. OCLC 1535780.
- League of Nations (14 de diciembre de 1939). «Expulsion of the U.S.S.R.». League of Nations Official Journal.
- Lightbody, Bradley (2004). The Second World War: Ambitions to Nemesis. Routledge. ISBN 0-415-22404-7.
- Reiter, Dan (2009). How Wars End (Illustrated edición). Princeton University Press. ISBN 978-0691140605. Consultado el 29 de octubre de 2010.
- Ries, Tomas (1988). Cold Will: The Defense of Finland (Primera edición). Brassey's Defence Publishers. ISBN 0-08-033592-6.
- Rigby, Jonathan (2003). Christopher Lee: The Authorised Screen History. Reynolds & Hearn. ISBN 9781903111642.
- Sedlar, Jean W. (2007). Hitler's Central European Empire 1938-1945. BookLocker. ISBN 9781591139102.
- Tanner, Väinö (1957) [1950]. The Winter War: Finland against Russia 1939–1940. Stanford University Press. ISBN 978-0-8047-0482-3.
- Tillotson, H.M. (1993). Finland at Peace & War 1918–1993. Michael Russell. ISBN 0-85955-196-2.
- Trotter, William R. (2002) [1991]. The Winter War: The Russo–Finnish War of 1939–40 (5th edición). Aurum Press. ISBN 1-85410-881-6.
- Van Dyke, Carl (1997). The Soviet Invasion of Finland, 1939–40. Routledge. ISBN 0-7146-4314-9.
- Yle News (15 de marzo de 2013). «Putin: Winter War aimed at correcting border "mistakes"». Archivado desde el original el 14 de diciembre de 2017. Consultado el 14 de diciembre de 2017.
- Zeiler, Thomas W.; DuBois, Daniel M., eds. (2012). A Companion to World War II. Wiley Blackwell Companions to World History 11. Wiley-Blackwell. ISBN 978-1-4051-9681-9.

### Finés, ruso y otros idiomas
- Aptekar, Pavel. «Casus Belli: о Майнильском инциденте, послужившим поводом, для начала "Зимней войны" 1939–40 гг.» [Casus Belli: about the Mainila incident, which served as a pretext for the beginning of the "Winter War" of 1939–40]. Raboche-Krest'yanskaya Krasnaya Armiya (sitio web) (en ruso). Consultado el 2 de septiembre de 2009.
- Archivo Militar Estatal de Rusia. ru:Российский государственный военный архив (РГВА) [Archivo Militar Estatal de Rusia] (en ruso).
- Baryshnikov, N.; Salomaa, E. (2005). «ru: Вовлечение Финляндии во Вторую Мировую войну» [Finland's Entrance into World War II].  En Chernov, M., ed. Крестовый поход на Россию [Crusade Against Russia] (en ruso) (Yauza). ISBN 5-87849-171-0. Archivado desde el original el 6 de noviembre de 2008. Consultado el 17 de diciembre de 2019.
- Elfvegren, Eero (1999). «Merisota talvisodassa» [Naval Warfare in the Winter War]. Talvisodan pikkujättiläinen (en finés).
- Engman, Max (2007). Raja – Karjalankannas 1918–1920 [Border – The Karelian Isthmus 1918–1920]. WSOY. ISBN 978-951-0-32765-4.
- Geust, Carl-Fredrik; Uitto, Antero (2006). Mannerheim-linja: Talvisodan legenda [The Mannerheim Line: Legend of the Winter War] (en finés). Ajatus. ISBN 951-20-7042-1.
- Hallberg, Torsten, ed. (2006). Karelen: ett gränsland i Norden (en sueco). Föreningen Norden. ISBN 9789185276806.
- Halsti, Wolfgang Hallstén (1955). Talvisota 1939–1940 [The Winter War 1939–1940] (en finés). Otava.
- Juutilainen, Antti; Koskimaa, Matti (2005). «Maavoimien joukkojen perustaminen» [Establishing the Army Forces]. Jatkosodan pikkujättiläinen (en finés).
- Juutilainen, Antti (1999a). «Laatokan Karjalan taistelut» [Battles in Ladoga Karelia]. Talvisodan pikkujättiläinen (en finés).
- Juutilainen, Antti (1999b). «Talvisodan ulkomaalaiset vapaaehtoiset» [Foreign Volunteers in the Winter War]. Talvisodan pikkujättiläinen (en finés).
- Kantakoski, Pekka (1998). Punaiset panssarit: Puna-armeijan panssarijoukot 1918–1945 [Red Armour: The Red Army's Tank Forces, 1918–1945] (en finés). PS-Elso. ISBN 951-98057-0-2.
- Kilin, Juri (2007a). «Leningradin sotilaspiirin rajakahakka».  En Jokisipilä, Markku, ed. Sodan totuudet. Yksi suomalainen vastaa 5,7 ryssää [Truths of War. One Finn equals 5.7 Russians] (en finés). Ajatus.
- Kilin, Juri (2007b). «Rajakahakan hidas jäiden lähtö».  En Jokisipilä, Markku, ed. Sodan totuudet. Yksi suomalainen vastaa 5,7 ryssää [Truths of War. One Finn equals 5.7 Russians] (en finés).
- Kilin, Juri; Raunio, Ari (2007). Talvisodan taisteluja [Winter War Battles] (en finés). Karttakeskus. ISBN 978-951-593-068-2.
- Kilin, Yuri (1999). «Puna-armeijan Stalinin tahdon toteuttajana» [The Red Army as an Executor of Stalin's Will]. Talvisodan pikkujättiläinen (en finés).
- Kovalyov, E. (2006). «7: Зимняя война балтийских подводных лодок (1939–1940 гг.)» [Winter War and the Baltic Submarines (1939–1940)]. ru:Короли подплава в море червонных валетов [Submarine Kings of the Knave of Hearts Sea] (en ruso). Tsentrpoligraf. ISBN 5-9524-2324-8.
- Kulju, Mika (2007). Raatteen tie: Talvisodan pohjoinen sankaritarina [The Raate Road: Tale of Northern Heroism during the Winter War] (en finés). Ajatus. ISBN 978-951-20-7218-7.
- Kurenmaa, Pekka; Lentilä, Riitta (2005). «Sodan tappiot» [Casualties of the War]. Jatkosodan pikkujättiläinen (en finés).
- Laaksonen, Lasse (2005) [1999]. Todellisuus ja harhat [Reality and Illusions] (en finés). Ajatus. ISBN 951-20-6911-3.
- Laaksonen, Lasse (1999). «Kannaksen taistelut» [Battles in the Isthmus]. Talvisodan pikkujättiläinen (en finés).
- Lentilä, Riitta; Juutilainen, Antti (1999). «Talvisodan uhrit» [Victims of the Winter War]. Talvisodan pikkujättiläinen.
- Leskinen, Jari; Juutilainen, Antti (2005). Jatkosodan pikkujättiläinen [Continuation War Guidebook] (en finés) (Primera edición). WSOY. ISBN 951-0-28690-7.
- Leskinen, Jari (1999). «Suomen ja Viron salainen sotilaallinen yhteistyö Neuvostoliiton hyökkäyksen varalta 1930-luvulla» [The Clandestine Finnish-Estonian Military Collaboration against a Possible Soviet Invasion in the 1930s].  En Leskinen, Jari; Juutilainen, Antti, eds. Talvisodan pikkujättiläinen (en finés).
- Leskinen, Jari; Juutilainen, Antti (1999). «Suomen kunnian päivät» [Glory Days of Finland]. Talvisodan pikkujättiläinen (en finés).
- Malmi, Timo (1999). «Suomalaiset sotavangit» [Finnish Prisoners of War]. Talvisodan pikkujättiläinen (en finés).
- Manninen, Ohto (2008). Miten Suomi valloitetaan: Puna-armeijan operaatiosuunnitelmat 1939–1944 [How to Conquer Finland: Operational Plans of the Red Army 1939–1944] (en finés). Edita. ISBN 978-951-37-5278-1.
- Manninen, Ohto (1999a). «Neuvostoliiton tavoitteet ennen talvisotaa ja sen aikana» [Soviet objectives before and during the Winter War]. Talvisodan pikkujättiläinen (en finés).
- Manninen, Ohto (1999b). «Venäläiset sotavangit ja tappiot» [Russian Prisoners of War and Casualties]. Talvisodan pikkujättiläinen (en finés).
- Manninen, Ohto (1994). Talvisodan salatut taustat (Hidden background of the Winter War) (en finés). Kirjaneuvos. ISBN 952-90-5251-0.
- Meltiukhov, Mikhail (2000). ru:Упущенный шанс Сталина. Советский Союз и борьба за Европу [Stalin's Missed Chance] (en ruso). Veche. Consultado el 29 de octubre de 2010.
- Paasikivi, Juho Kusti (1958). Toimintani Moskovassa ja Suomessa 1939–41 [My Actions in Moscow and Finland 1939-1941] (en finés). WSOY.
- Palokangas, Markku (1999). «Suomalaisjoukkojen aseistus ja varustus» [Armament and Equipment of the Finnish Forces]. Talvisodan pikkujättiläinen (en finés).
- Paulaharju, Jyri (1999). «Pakkastalven kourissa» [In the Grip of Winter]. Talvisodan pikkujättiläinen (en finés).
- Paskhover, A. (3 de junio de 2015). «uk:Красная Армия – самая миролюбивая, самая героическая..."» [Red Army – the most peaceful, the most heroic...]. Ukrayinska Pravda (en ruso).
- Peltonen, Martti (1999). «Ilmasota talvisodassa» [Aerial Warfare in the Winter Wari]. Talvisodan pikkujättiläinen (en finés).
- Petrov, Pavel (2013). Venäläinen talvisotakirjallisuus: Bibliografia 1939–1945 [Russian Winter War Literature: Bibliography 1939-1945] (en finés). Docendo. ISBN 978-952-5912-97-5.
- Polvinen, Tuomo (1987) [1971]. Venäjän vallankumous ja Suomi 1917–1920 II: toukokuu 1918–joulukuu 1920 [Russian Revolution and Finland 1917–1920 II: May 1918 – December 1920]. WSOY. ISBN 951-0-14299-9.
- Shirokorad, A. (2001). «IX: Зимняя война 1939–1940 гг. [Winter War 1939–1940]». ru:Северные войны России [Russia's Northern Wars] (en ruso). ACT. ISBN 5-17-009849-9.
- Ravasz, István (2003). Finnország függetlenségi harca 1917–1945, Magyar önkéntesek Finnországban [Finland's struggle for independence from 1917 to 1945, Hungarian volunteers in Finland] (en húngaro). Wysocki Légió Hagyományőrző Egyesületnek. Archivado desde el original el 20 de octubre de 2017. Consultado el 26 de enero de 2015.
- Rentola, Kimmo (2003).  Holtsmark, Sven G.; Pharo, Helge Ø.; Tamnes, Rolf, eds. Motstrøms: Olav Riste og norsk internasjonal historieskrivning [Counter Currents: Olav Riste and Norwegian international historiography.] (en noruego). Cappelen Akademisk Forlag. ISBN 8202218284.
- Silvast, Pekka (1999). «Merivoimien ensimmäinen voitto: Russarö» [The Navy's First Victory: Russarö]. Talvisodan pikkujättiläinen (en finés).
- Soikkanen, Timo (1999). «Talvisodan henki» [The Spirit of the Winter War]. Talvisodan pikkujättiläinen (en finés).
- Turtola, Martti (1999a). «Kansainvälinen kehitys Euroopassa ja Suomessa 1930-luvulla» [International Developments in Europe and Finland in the 1930s]. Talvisodan pikkujättiläinen (en finés).
- Turtola, Martti (1999b). «Katkera rauha ja Suomen ulkopoliittinen asema sodan jälkeen» [Bitter Peace and the Post-War Position of Finnish Foreign Policy]. Talvisodan pikkujättiläinen (en finés).
- Vihavainen, Timo (1999). «Talvisota neuvostohistoriakirjoituksessa» [The Winter War in Soviet historiography]. Talvisodan pikkujättiläinen (en finés).
- Vuorenmaa, Anssi; Juutilainen, Antti (1999). «Myytti Mannerheim-linjasta». Talvisodan pikkujättiläinen (en finés). (Mito de la línea Mannerheim)